# Opoul-Périllos
Opoul-Périllos (prononcer [ɔpul peʁijɔs]  ; en catalan Òpol i Perellós, en occitan Òpol e Perilhons) est une commune française, située dans le nord-est du département des Pyrénées-Orientales en région Occitanie. Sur le plan historique et culturel, la commune comprend le village catalan d'Opoul et le village occitan de Périllos qui est aujourd’hui dépeuplé. Opoul-Périllos est dans le massif des Corbières, un chaos calcaire formant la transition entre le Massif central et les Pyrénées.
Exposée à un climat méditerranéen, la commune est drainée par divers petits cours d'eau. La commune possède un patrimoine naturel remarquable : un site Natura 2000 (les « Basses Corbières »), un espace protégé (le « clos Marin ») et six zones naturelles d'intérêt écologique, faunistique et floristique.
Opoul-Périllos est une commune rurale qui compte 1 218 habitants en 2022, après avoir connu une forte hausse de la population depuis 1975. Elle fait partie de l'aire d'attraction de Perpignan. Ses habitants sont appelés les Opoulencs ou  Opoulenques.

## Géographie

### Localisation
La commune d'Opoul-Périllos se trouve dans le département des Pyrénées-Orientales, en région Occitanie.
Elle se situe à 19 km à vol d'oiseau de Perpignan, préfecture du département, et à 11 km de Rivesaltes, bureau centralisateur du canton de la Vallée de l'Agly dont dépend la commune depuis 2015 pour les élections départementales.
La commune fait en outre partie du bassin de vie de Perpignan.
Les communes les plus proches sont : 
Salses-le-Château (5,5 km), Feuilla (7,5 km), Vingrau (8,1 km), Treilles (8,3 km), Fitou (9,0 km), Embres-et-Castelmaure (9,2 km), Saint-Jean-de-Barrou (10,1 km), Fraissé-des-Corbières (10,4 km).
Sur le plan historique et culturel, Opoul-Périllos fait partie du massif des Corbières, un chaos calcaire formant la transition entre le Massif central et les Pyrénées. Leur originalité est surtout due à une grande variété de constitution géologique qui commande des contrastes de relief et de couleurs.

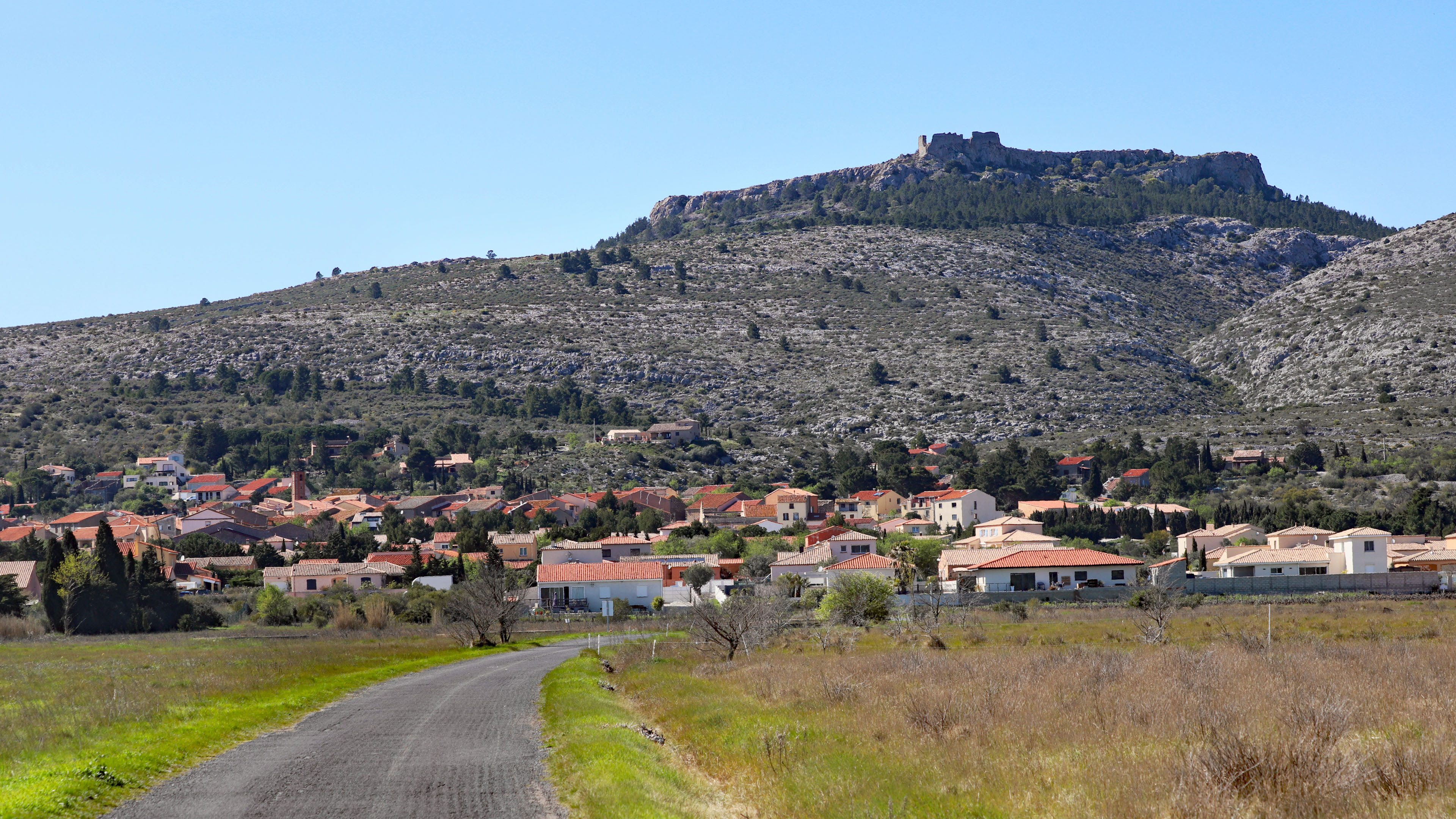
Le village d'Opoul au pied du château.

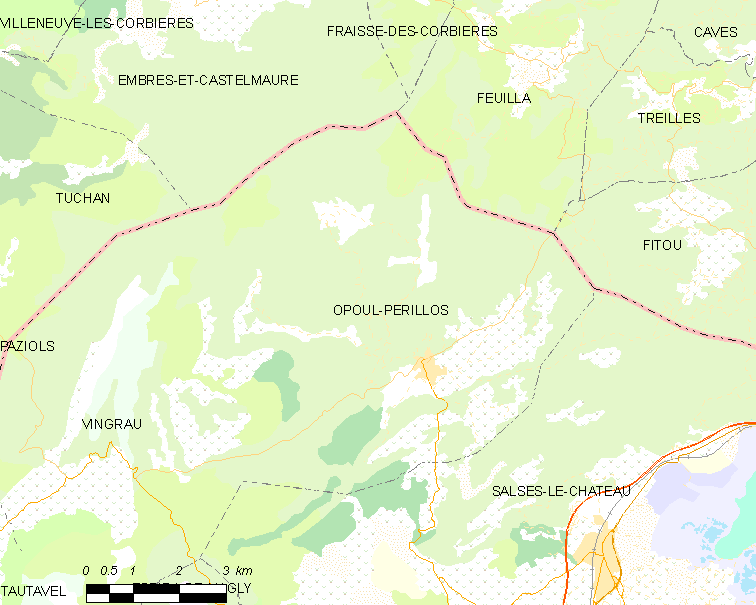
Situation de la commune.

| Tuchan (Aude) (par un quadripoint) | Embres-et-Castelmaure (Aude) | Feuilla (Aude) |
| Vingrau                            | Opoul-Périllos               | Fitou (Aude)   |
|                                    | Salses-le-Château            |                |

### Géologie et relief

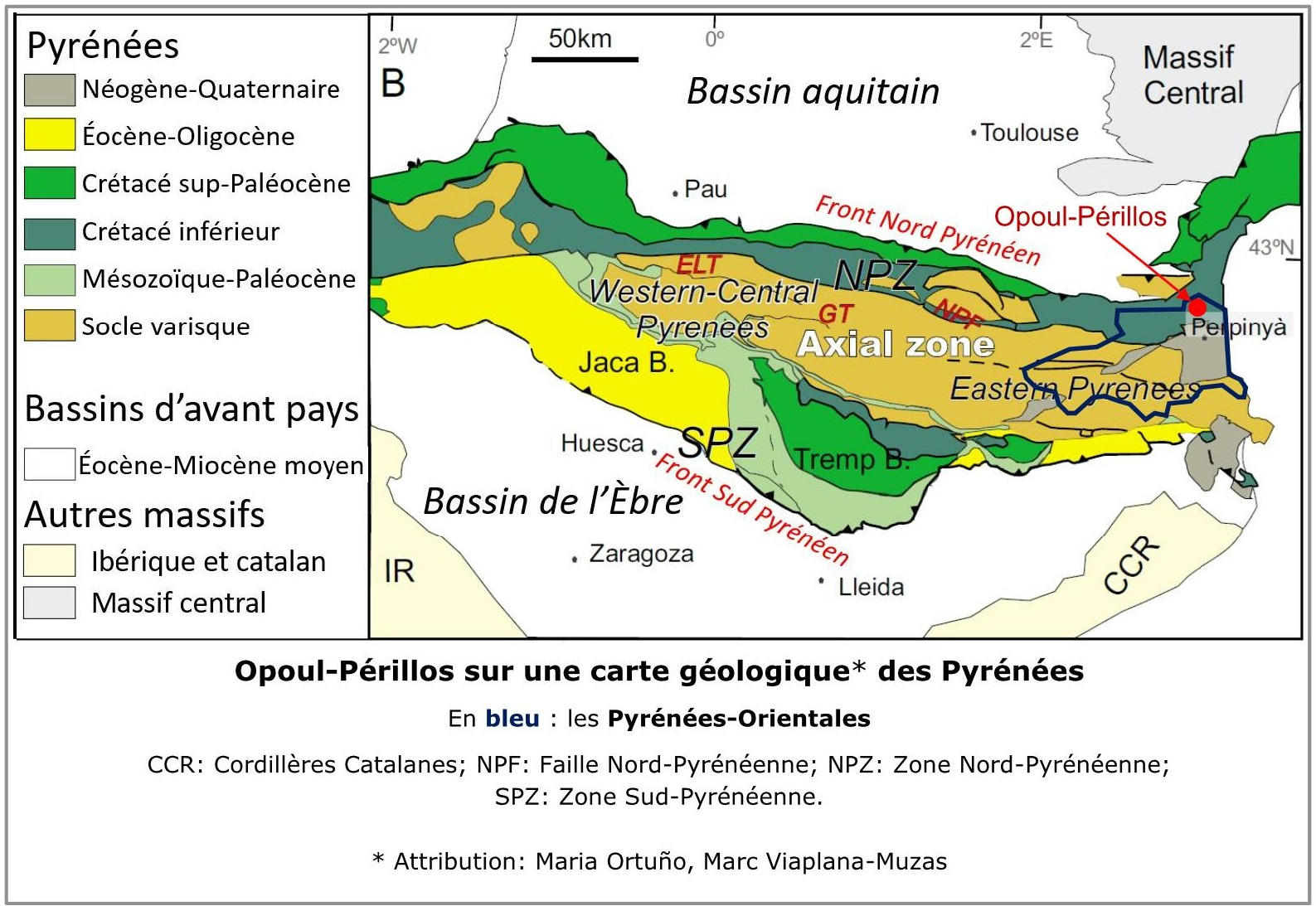
Opoul-Périllos sur une carte géologique des Pyrénées

La commune repose entièrement sur des formations jurassiques et crétacées. Ces formations ont été très plissées et faillées, notamment lors de l'orogenèse pyrénéenne, c'est-à-dire la période de formation des montagnes où la plaque tectonique ibérique, au sud, est entrée en collision avec la plaque européenne, au nord, créant ainsi la chaîne de montagnes des Pyrénées, il y a environ 70 à 30 millions d'années,.

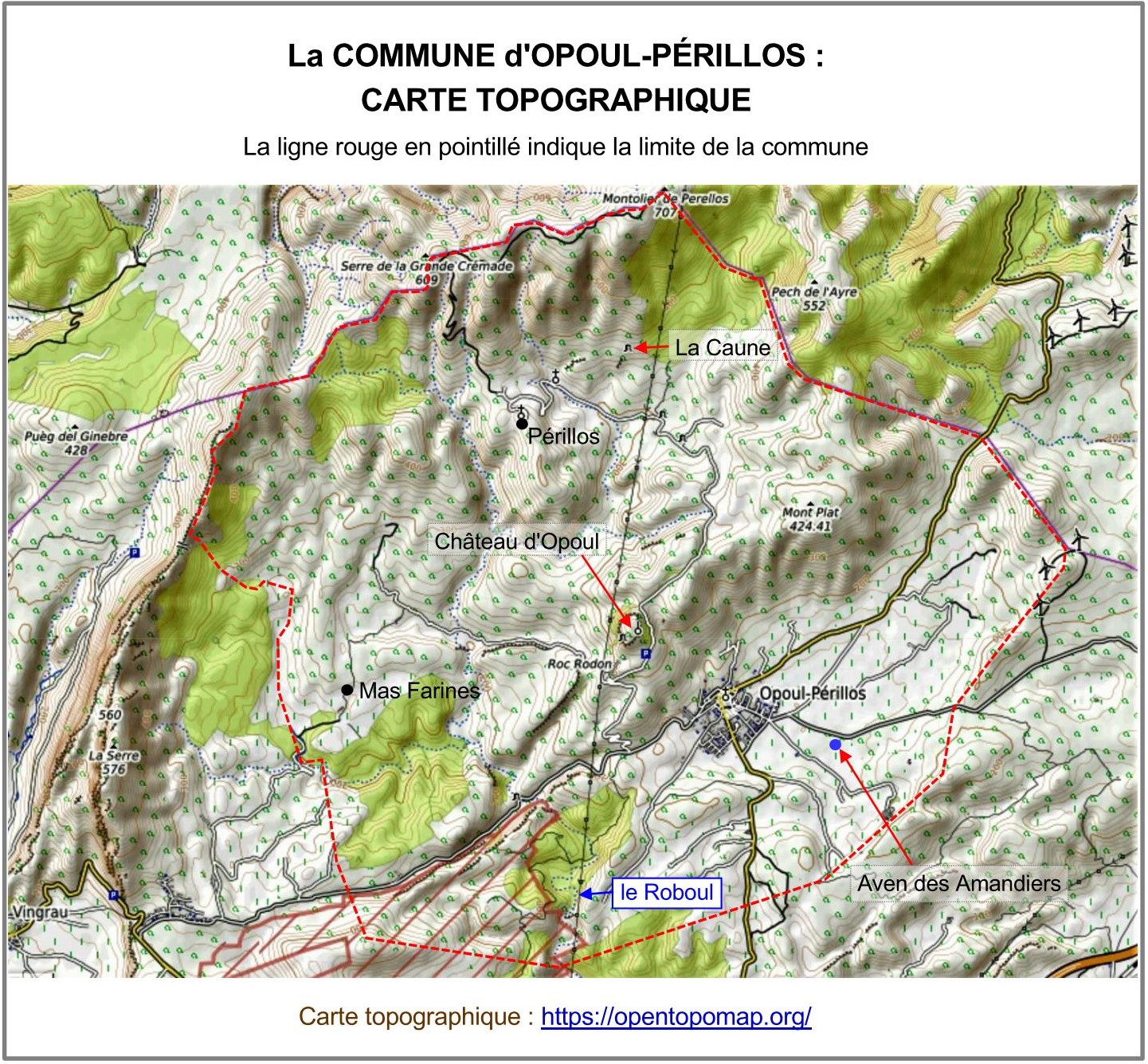

Certaines de ces formations mésozoïques sont des marnes et des grès, mais la plupart sont des calcaires, et le paysage est donc principalement constitué de plateaux karstiques et d'escarpements et dépressions associés.

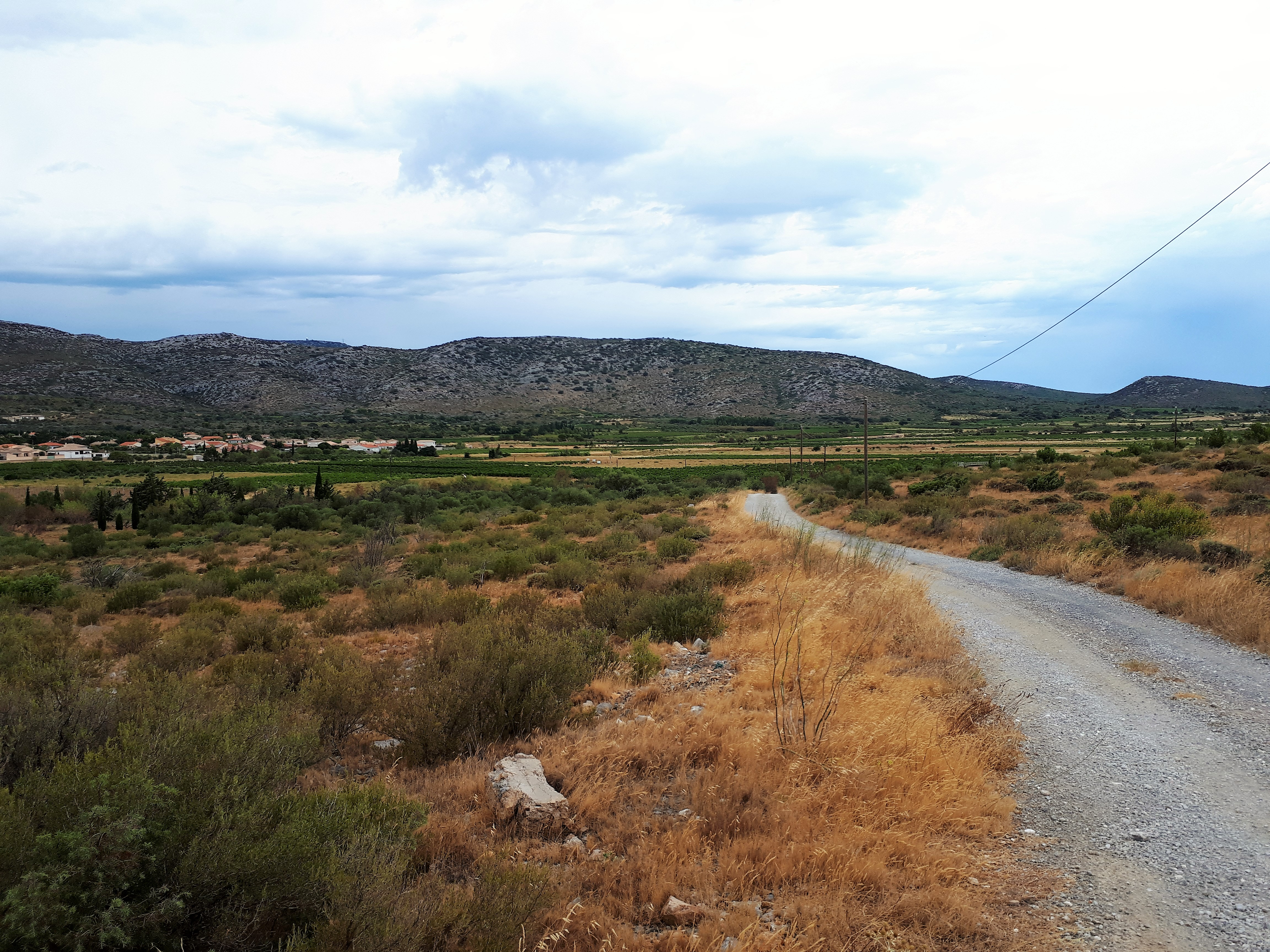
Vue vers le nord à travers le poljé karstique d'Opoul. Les abords du village d'Opoul sont sur la gauche.

Le terrain de la commune s'élève d'une altitude d'environ 150 mètres, dans une légère dépression juste au sud d'Opoul, à 709 mètres au Montolier de Perellos, le point le plus élevé d'une crête le long de la frontière nord de la commune. Ce sommet, sur lequel est implanté un radar météorologique, est visible depuis toute la plaine du Roussillon.

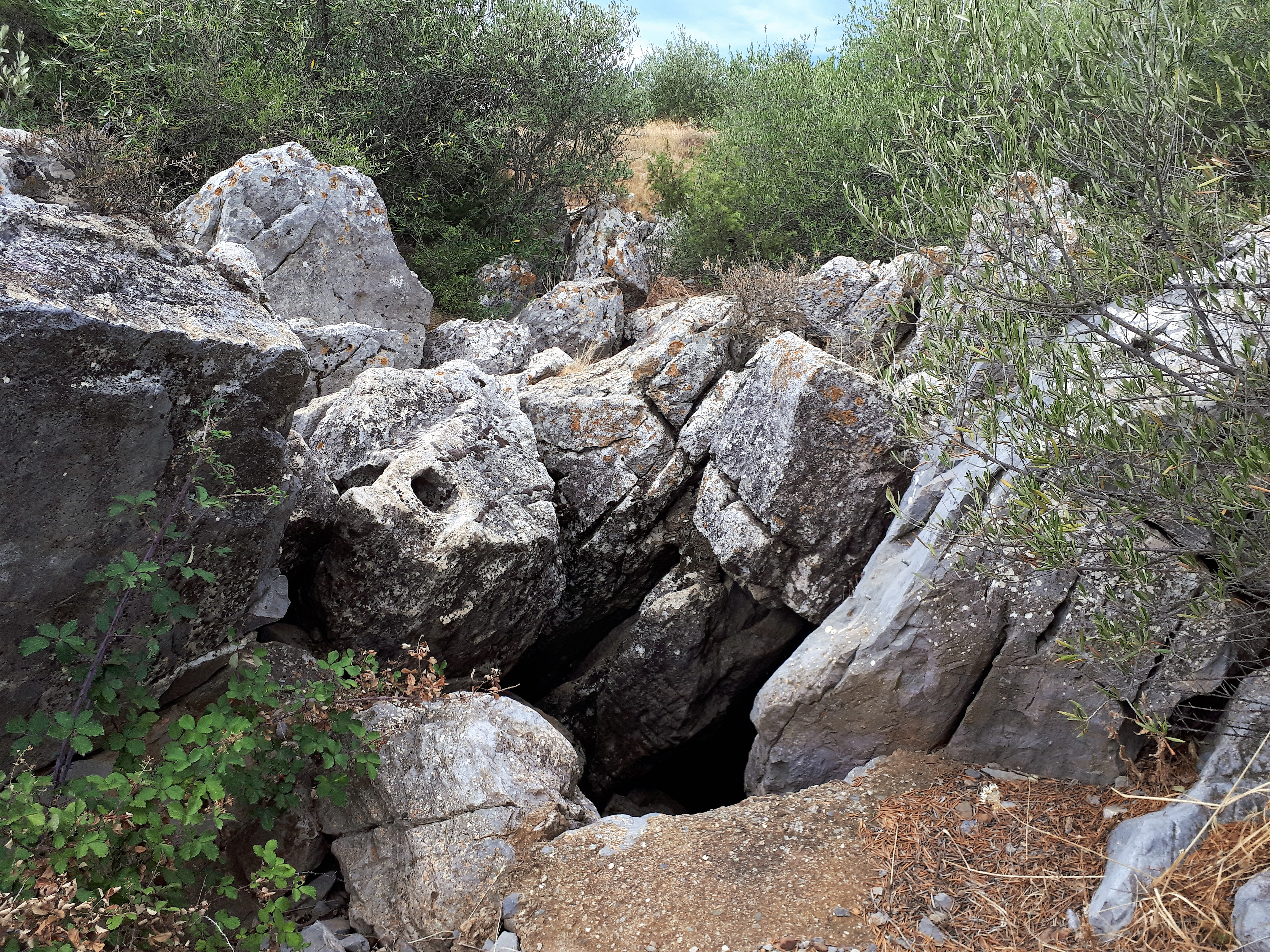
L'Aven des Amandiers. Un ponor situé à environ un kilomètre au sud-est d'Opoul. Il est alimenté par l'Agouille du Barrant.

Les caractéristiques géologiques et topographiques de la commune d'intérêt particulier  comprennent les éléments suivants :
Le grand poljé d'Opoul. Au sud du village d'Opoul se trouve un grand poljé, orienté du nord-est au sud-ouest, conformément à l'orientation des structures géologiques dans cette zone. Le terrain presque plat de cette dépression est principalement recouvert de colluvions récentes (sable et cailloux emportés par les eaux depuis des terrains plus élevés) et de sols rougeâtres, formés par la dissolution du calcaire sous-jacent,.

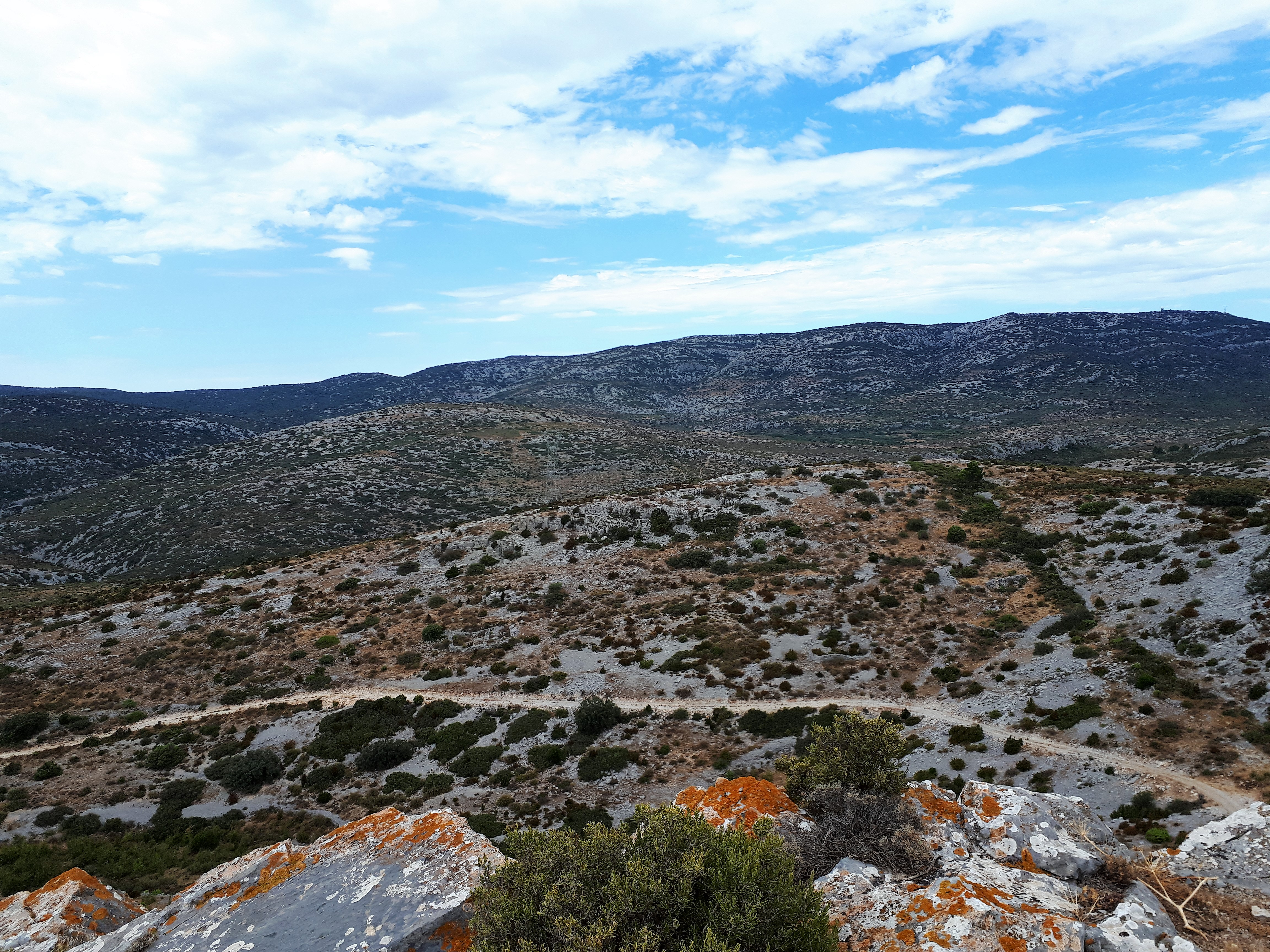
Le plateau karstique de Périllos, en regardant vers le nord depuis la butte sur laquelle se trouve le château d'Opoul (altitude : 400 mètres). L'escarpement au loin s'élève jusqu'au sommet appelé Montolier de Perellos (709 mètres ; en haut, tout à droite).

L'escarpement au nord-ouest du poljé, derrière Opoul, monte d'une altitude d'environ 150 mètres à 400 mètres. Il suit le tracé d'une faille géologiquement relativement récente.
L'Aven des Amandiers. Il s'agit du ponor principal du poljé karstique d'Opoul. L'eau qui s'écoule périodiquement sur la surface normalement sèche de dépressions calcaires comme ce poljé - par exemple, lors de très fortes pluies - descend dans des cavités comme ce ponor, et disparaît sous terre. Dans cette partie du massif des Corbières, l'eau finit par émerger à la magnifique Font Estramar, sur la rive occidentale de l'Étang Salses-Leucate.

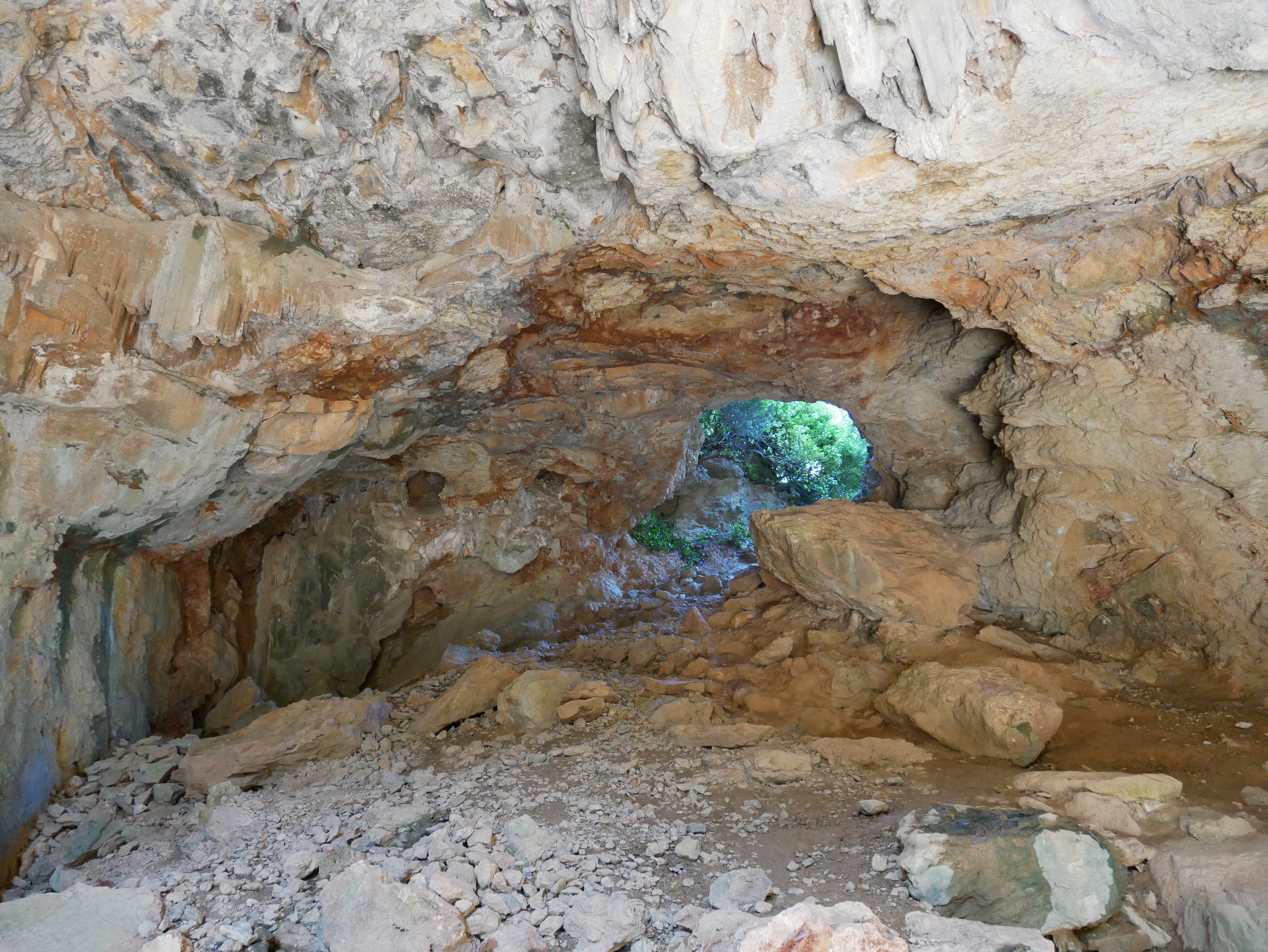
"La Cauna", Périllos.

Le plateau de Périllos. Il s'agit d'un vaste plateau karstique sec qui s'étend au nord de l'escarpement derrière Opoul. Le hameau de Périllos est situé sur ce plateau. Zone de relief relativement modeste, mais entaillés par des vallées du bassin versant supérieur du Roboul, il se situe à une altitude d'environ 400 mètres. Ce plateau est délimité au nord par un escarpement qui s'élève fortement jusqu'à la crête de Montolier de Perellos et qui suit le tracé d'une faille de chevauchement de l'orogenèse pyrénéenne qui sépare des formations jurassiques (au nord) et crétacées.

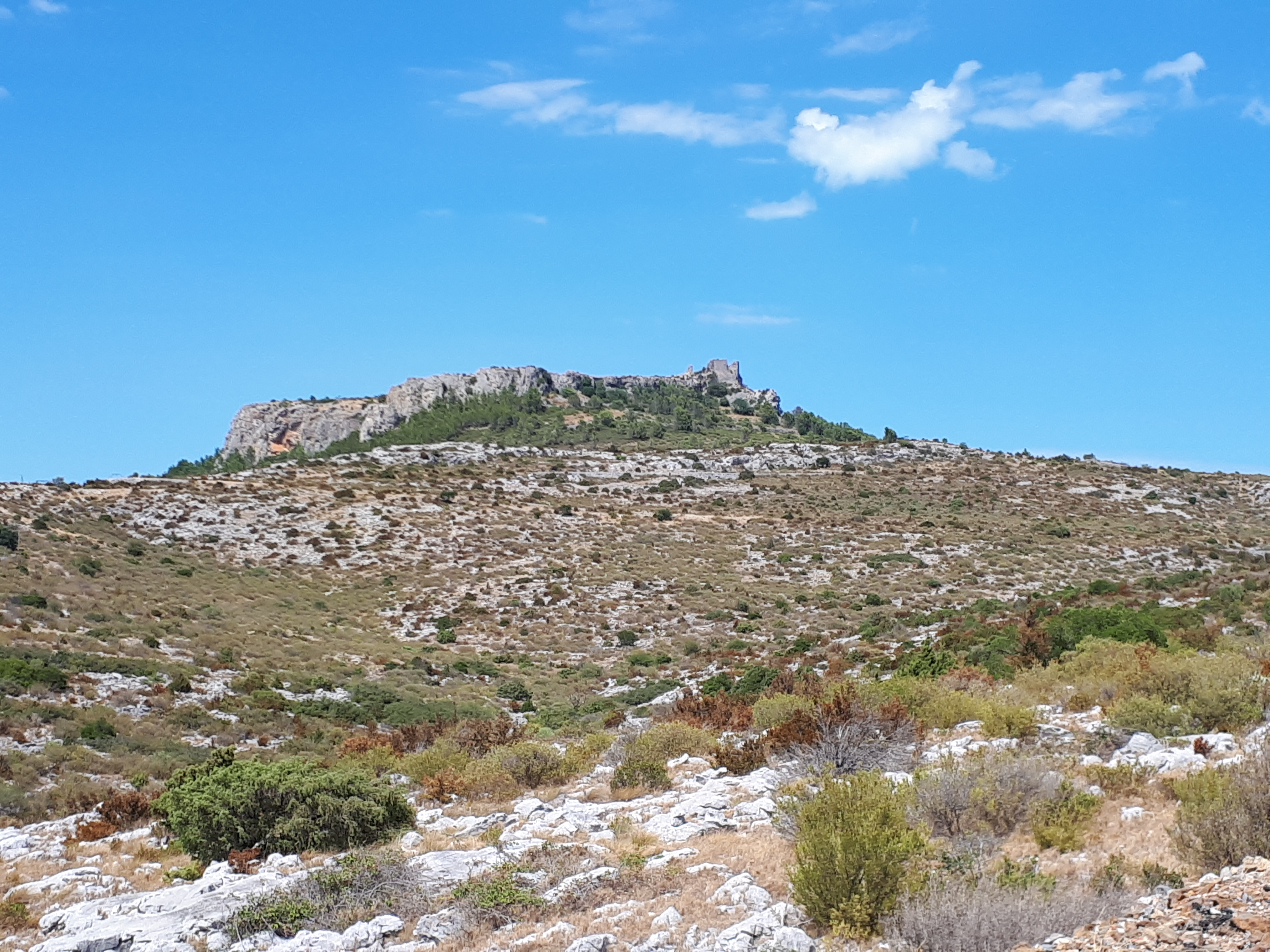
La butte du château d'Opoul. La marne affleure au niveau de la pente herbeuse sous le château.

Les grottes. Une énorme grotte calcaire appelée La Cauna est située à un peu plus d'un kilomètre au nord-est du hameau de Périllos, au pied de l'escarpement du Montolier de Perellos. Cette grotte possède des stalagmites pouvant atteindre dix mètres de haut. Deux autres grottes impressionnantes - Cauna Roja et Cauna Negra - sont situées dans l'escarpement occidental de la butte du château d'Opoul.
La butte du château d'Opoul. Les vestiges du château d'Opoul sont situés sur une butte isolée sur le bord sud du plateau de Périllos, juste au-dessus du village d'Opoul. Cette colline se trouve sur un "synclinal perché", avec des calcaires crétacés plus élevés, de couleur plus foncée, séparés des calcaires en-dessous plus anciens, de couleur plus claire, par une couche de marne. L'altération et l'érosion pendant des millions d'années de la marne, moins résistante, ont isolé la colline et sapé le calcaire dur, créant ainsi les impressionnantes falaises de la butte qui dominent maintenant le paysage environnant.
Le synclinal de Mas Farines. Dans le secteur sud-ouest de la commune, autour de Mas Farines, il existe un synclinal où alternent sur des distances relativement courtes des affleurements de calcaires et de marnes. Bien que l'altitude de cette zone ne dépasse pas 300 mètres, l'érosion différentielle a donné lieu à une topographie complexe de crêtes, de bassins et de vallées qui contraste avec les paysages plus uniformes des plateaux karstiques de cette région.
De plus, les affleurements de marne de ce secteur sont plus étendus qu'ailleurs dans la commune. La plupart des terres cultivées et boisées de la commune se trouvent donc dans ce secteur, et sur les sols rouges du poljé d'Opoul (comme on peut le voir sur une photographie aérienne de la commune).
La commune est classée en zone de sismicité 3, correspondant à une sismicité modérée.

### Hydrographie
La commune est située dans le bassin versant de l'Agly et possède quelques ruisseaux de taille plus ou moins importante mais négligeables par rapport à leur débit très faible d'autant plus qu'en période sèche, ceux-ci sont à l'étiage voire secs.

### ZNIEFF
La commune d'Opoul possède 6 zones ZNIEFF sur son territoire :
- La Znieff "Garrigues du Planal del Sorbier". Elle englobe plusieurs monts et plateaux autour du Planal del Sorbier, au-dessus du village d'Opoul-Périllos. Le territoire défini occupe une superficie de plus de 1400 hectares pour une altitude comprise entre 130 et 410 mètres.
- La ZNIEFF « Massif du Montoulié de Périllou » est située à cheval sur les départements de l'Aude et des Pyrénées-Orientales. Elle est également partiellement incluse dans le territoire du Parc naturel régional de la Narbonnaise en Méditerranée. Elle englobe le massif du Montoulié de Périllou, à la limite entre la partie orientale des Corbières et la plaine littorale. Le territoire défini occupe une superficie d'environ 3280 hectares à l'ouest de l'étang de Leucate, et s'étage entre 150 et 710 mètres.
- La ZNIEFF « Plaine viticole et mare d'Opoul » est située au nord-est du département des Pyrénées-Orientales, et à l'est du village d'Opoul-Périllos. Elle est constituée d'environ 240 hectares de plaine viticole dans lesquels est incluse une vaste mare permanente. L'altitude varie entre 150 et 190 mètres.
- La ZNIEFF « Font de Génégals et mares de la Galère » est située au nord-est du département des Pyrénées-Orientales, au pied de la Serra, à l'ouest de la ville d'Opoul-Périllos. Elle englobe un linéaire de cours d'eau temporaires de presque 1 kilomètre au niveau de la source de Font de Génégals. Elle occupe une superficie de 4 hectares pour une altitude variant peu, entre 200 et 240 mètres.
- La ZNIEFF « Garrigues de Fitou et de Salses-le-Château » est située en bordure du littoral à cheval sur les départements de l'Aude et des Pyrénées-Orientales. Elle englobe une vaste zone de collines et de petits plateaux au nord du village de Salses-leChâteau et autour de celui de Fitou. Le territoire défini occupe une superficie d'environ 5470 hectares pour une altitude comprise entre 15 et 320 mètres.
La partie audoise est comprise dans le périmètre du Parc naturel régional de la Narbonnaise en Méditerranée
- La ZNIEFF "Corbières Orientales" d'une superficie de 30262 ha.

#### Routes
Le village est traversé par la départementale D5 qui relie le village des entreprises du Roussillon à Feuilla ainsi que par la D9 qui relie Fitou au Pas de l'Échelle.

#### Sentiers de randonnées
La commune d'Opoul-Périllos possède plusieurs sentiers de randonnée[réf. nécessaire] :
- un sentier balisé relie le château d'Opoul-Périllos aux ruines de Périllos pour une distance de 5 km A/R ;
- un autre itinéraire non balisé mais se déroulant intégralement sur une piste permet d'accéder au Montoulie de Perillou, point culminant de la commune pour une distance de 12 km A/R.

#### Transports
Le village d'Opoul est desservi quotidiennement par la ligne 19 du réseau Sankéo à raison de 8 A/R par jour qui le relie au centre-ville de Perpignan en une heure.

### Climat
Pour des articles plus généraux, voir Climat de l'Occitanie et Climat des Pyrénées-Orientales.
En 2010, le climat de la commune est de type climat méditerranéen franc, selon une étude du CNRS s'appuyant sur une série de données couvrant la période 1971-2000. En 2020, Météo-France publie une typologie des climats de la France métropolitaine dans laquelle la commune est exposée à un climat méditerranéen et est dans la région climatique Provence, Languedoc-Roussillon, caractérisée par une pluviométrie faible en été, un très bon ensoleillement (2 600 h/an), un été chaud (21,5 °C), un air très sec en été, sec en toutes saisons, des vents forts (fréquence de 40 à 50 % de vents > 5 m/s) et peu de brouillards.
Pour la période 1971-2000, la température annuelle moyenne est de 14,9 °C, avec une amplitude thermique annuelle de 15,5 °C. Le cumul annuel moyen de précipitations est de 719 mm, avec 6 jours de précipitations en janvier et 3 jours en juillet. Pour la période 1991-2020, la température moyenne annuelle observée sur la station météorologique la plus proche, située sur la commune de Fitou à 9 km à vol d'oiseau, est de 17,3 °C et le cumul annuel moyen de précipitations est de 558,8 mm,. Pour l'avenir, les paramètres climatiques de la commune estimés pour 2050 selon différents scénarios d’émission de gaz à effet de serre sont consultables sur un site dédié publié par Météo-France en novembre 2022.

### Milieux naturels et biodiversité

#### Espaces protégés
La protection réglementaire est le mode d’intervention le plus fort pour préserver des espaces naturels remarquables et leur biodiversité associée,.
Un  espace protégé est présent sur la commune : 
le « clos Marin », objet d'un arrêté de protection de biotope, d'une superficie de 9,7 ha.

#### Réseau Natura 2000

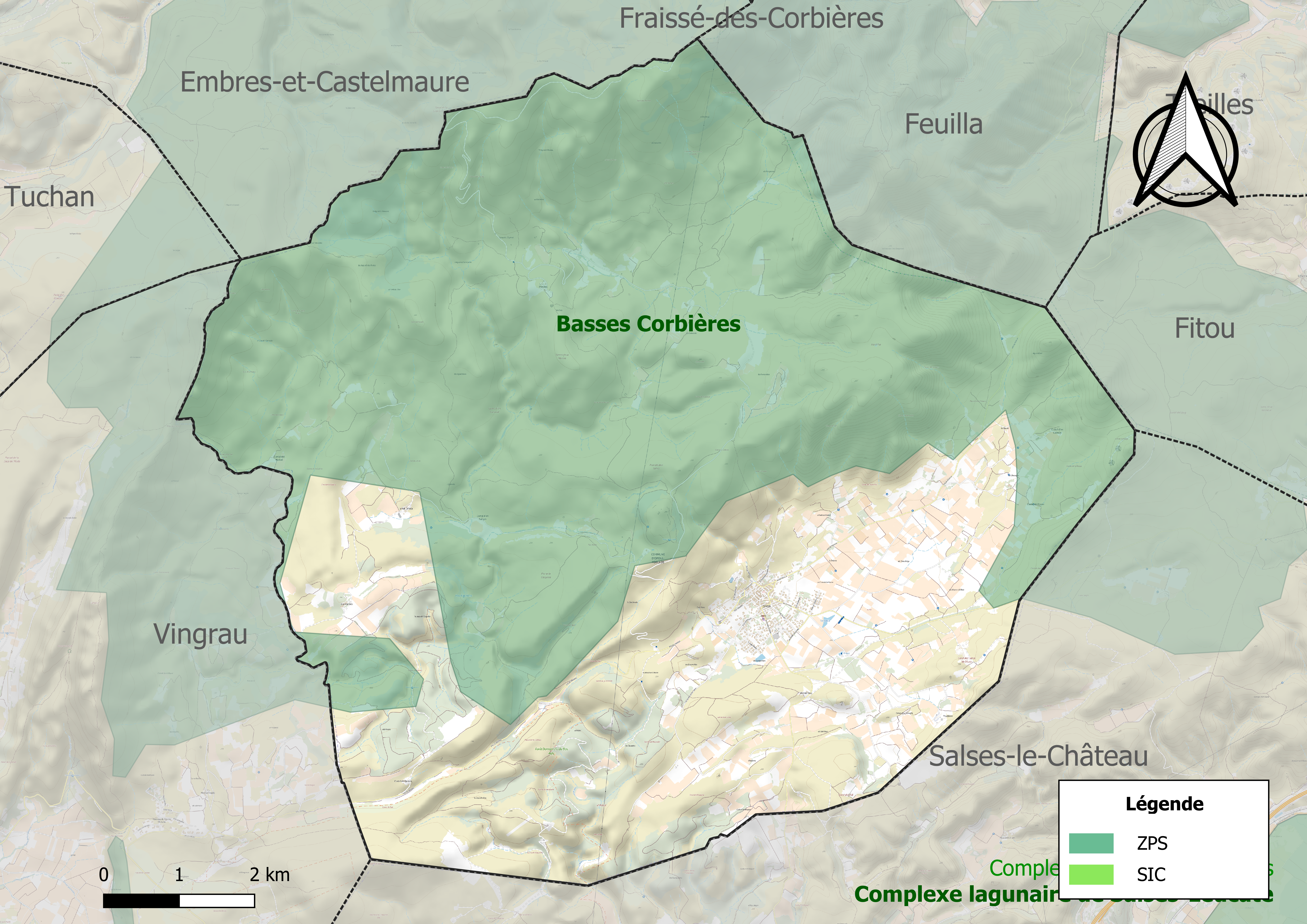
Sites Natura 2000 sur le territoire communal.

Le réseau Natura 2000 est un réseau écologique européen de sites naturels d'intérêt écologique élaboré à partir des directives habitats et oiseaux, constitué de zones spéciales de conservation (ZSC) et de zones de protection spéciale (ZPS).
Un site Natura 2000 a été défini sur la commune au titre  de la directive oiseaux : 0, d'une superficie de 29 495 ha, sont un site important pour la conservation des rapaces : l'Aigle de Bonelli, l'Aigle royal, le Grand-duc d’Europe, le Circaète Jean-le-Blanc, le Faucon pèlerin, le Busard cendré, l'Aigle botté.

#### Zones naturelles d'intérêt écologique, faunistique et floristique
L’inventaire des zones naturelles d'intérêt écologique, faunistique et floristique (ZNIEFF) a pour objectif de réaliser une couverture des zones les plus intéressantes sur le plan écologique, essentiellement dans la perspective d’améliorer la connaissance du patrimoine naturel national et de fournir aux différents décideurs un outil d’aide à la prise en compte de l’environnement dans l’aménagement du territoire.
Cinq ZNIEFF de type 1 sont recensées sur la commune :
- le « Font de Génégals et mares de la Galère » (4 ha), couvrant 2 communes du département[35] ;
- les « garrigues de Fitou et de Salses-le-château » (5 457 ha), couvrant 5 communes dont trois dans l'Aude et deux dans les Pyrénées-Orientales[36] ;
- les « garrigues du Planal del Sorbier » (1 402 ha)[37] ;
- le « massif du Montoulié de Périllou » (3 271 ha), couvrant 6 communes dont cinq dans l'Aude et une dans les Pyrénées-Orientales[38] ;
- la « plaine viticole et mare d'Opoul » (238 ha)[39] ;

et une ZNIEFF de type 2, : 
les « Corbières orientales » (30 263 ha), couvrant 19 communes dont 12 dans l'Aude et sept dans les Pyrénées-Orientales.

Carte des ZNIEFF de type 1 et 2 à Opoul-Périllos.
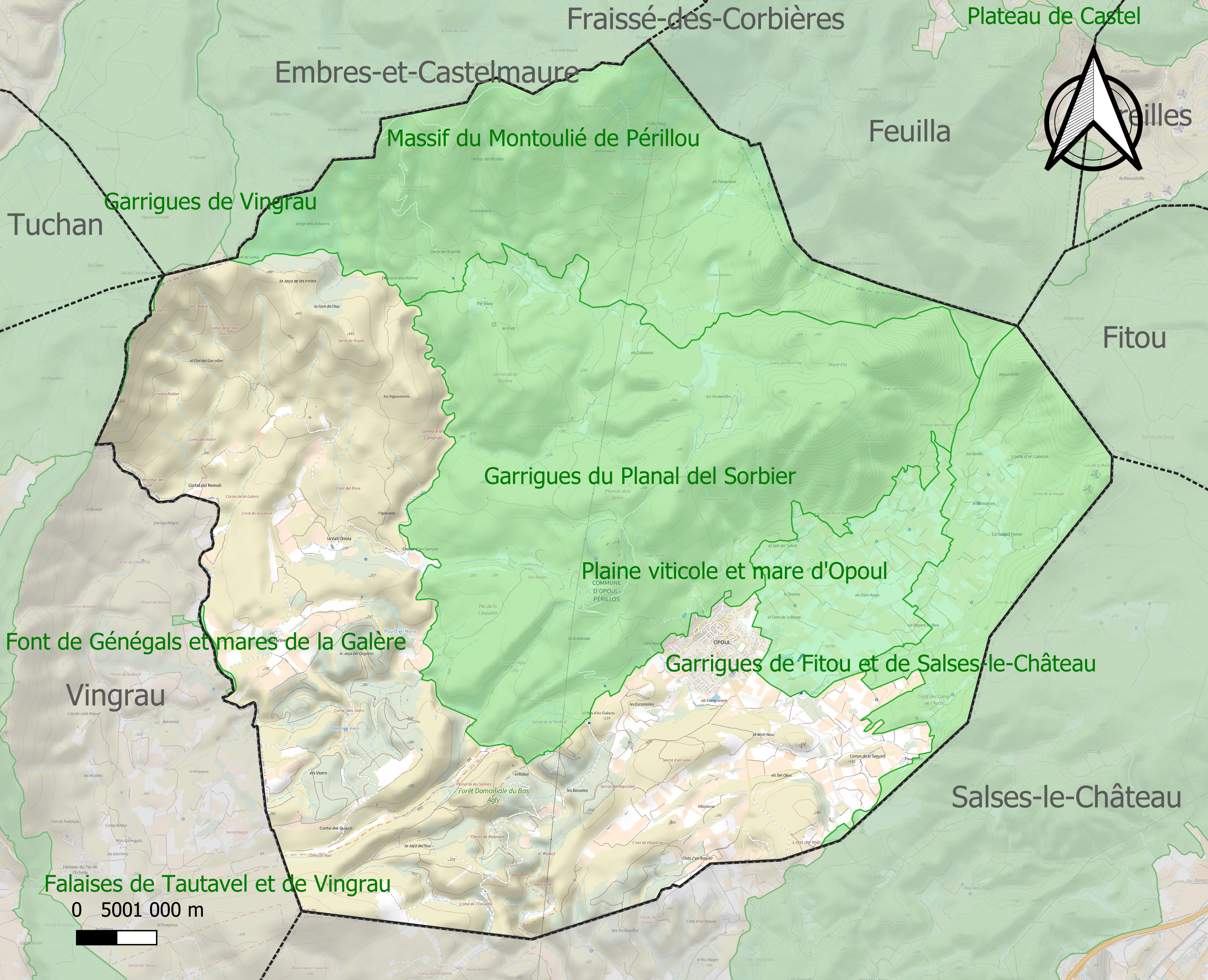
Carte des ZNIEFF de type 1 sur la commune.
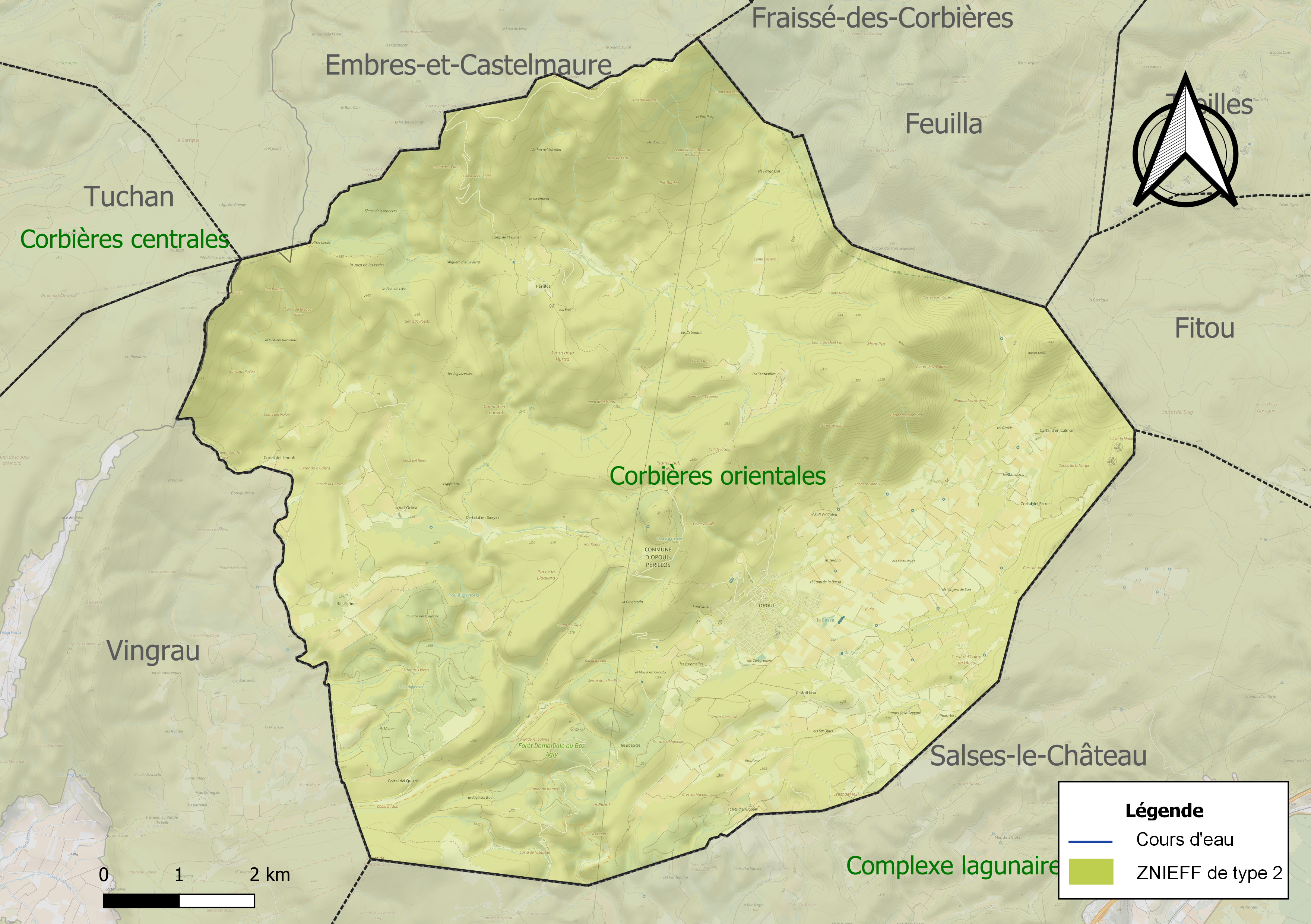
Carte de la ZNIEFF de type 2 sur la commune.

## Urbanisme

### Typologie
Au 1er janvier 2024, Opoul-Périllos est catégorisée bourg rural, selon la nouvelle grille communale de densité à sept niveaux définie par l'Insee en 2022.
Elle est située hors unité urbaine. Par ailleurs la commune fait partie de l'aire d'attraction de Perpignan, dont elle est une commune de la couronne,. Cette aire, qui regroupe 118 communes, est catégorisée dans les aires de 200 000 à moins de 700 000 habitants,.

### Occupation des sols
L'occupation des sols de la commune, telle qu'elle ressort de la base de données européenne d’occupation biophysique des sols Corine Land Cover (CLC), est marquée par l'importance des forêts et milieux semi-naturels (83,9 % en 2018), en augmentation par rapport à 1990 (80,5 %). La répartition détaillée en 2018 est la suivante : 
milieux à végétation arbustive et/ou herbacée (79,5 %), cultures permanentes (13,2 %), forêts (4,2 %), zones agricoles hétérogènes (1,7 %), zones urbanisées (1,2 %), espaces ouverts, sans ou avec peu de végétation (0,2 %). L'évolution de l’occupation des sols de la commune et de ses infrastructures peut être observée sur les différentes représentations cartographiques du territoire : la carte de Cassini (XVIIIe siècle), la carte d'état-major (1820-1866) et les cartes ou photos aériennes de l'IGN pour la période actuelle (1950 à aujourd'hui).

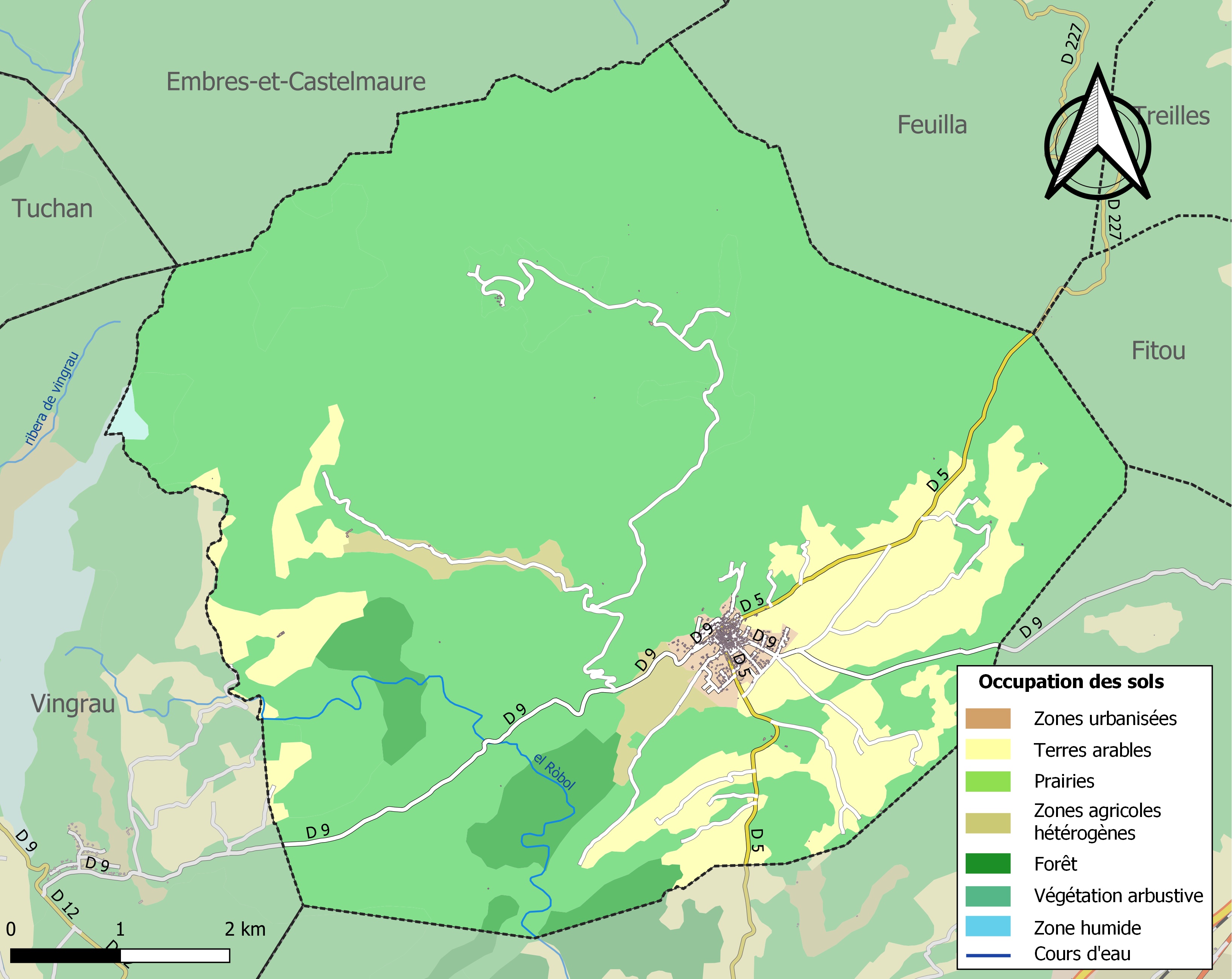
Carte des infrastructures et de l'occupation des sols de la commune en 2018 (CLC).

### Risques majeurs
Le territoire de la commune d'Opoul-Périllos est vulnérable à différents aléas naturels : inondations, climatiques (grand froid ou canicule), feux de forêts, mouvements de terrains et séisme (sismicité modérée). Il est également exposé à un risque technologique, et  le risque industriel,.

#### Risques naturels
Certaines parties du territoire communal sont susceptibles d’être affectées par le risque d’inondation par crue torrentielle de cours d'eau du bassin de l'Agly.
Les mouvements de terrains susceptibles de se produire sur la commune sont soit des mouvements liés au retrait-gonflement des argiles, soit des glissements de terrains, soit des chutes de blocs, soit des effondrements liés à des cavités souterraines. Une cartographie nationale de l'aléa retrait-gonflement des argiles permet de connaître les sols argileux ou marneux susceptibles vis-à-vis de ce phénomène. L'inventaire national des cavités souterraines permet par ailleurs de localiser celles situées sur la commune.

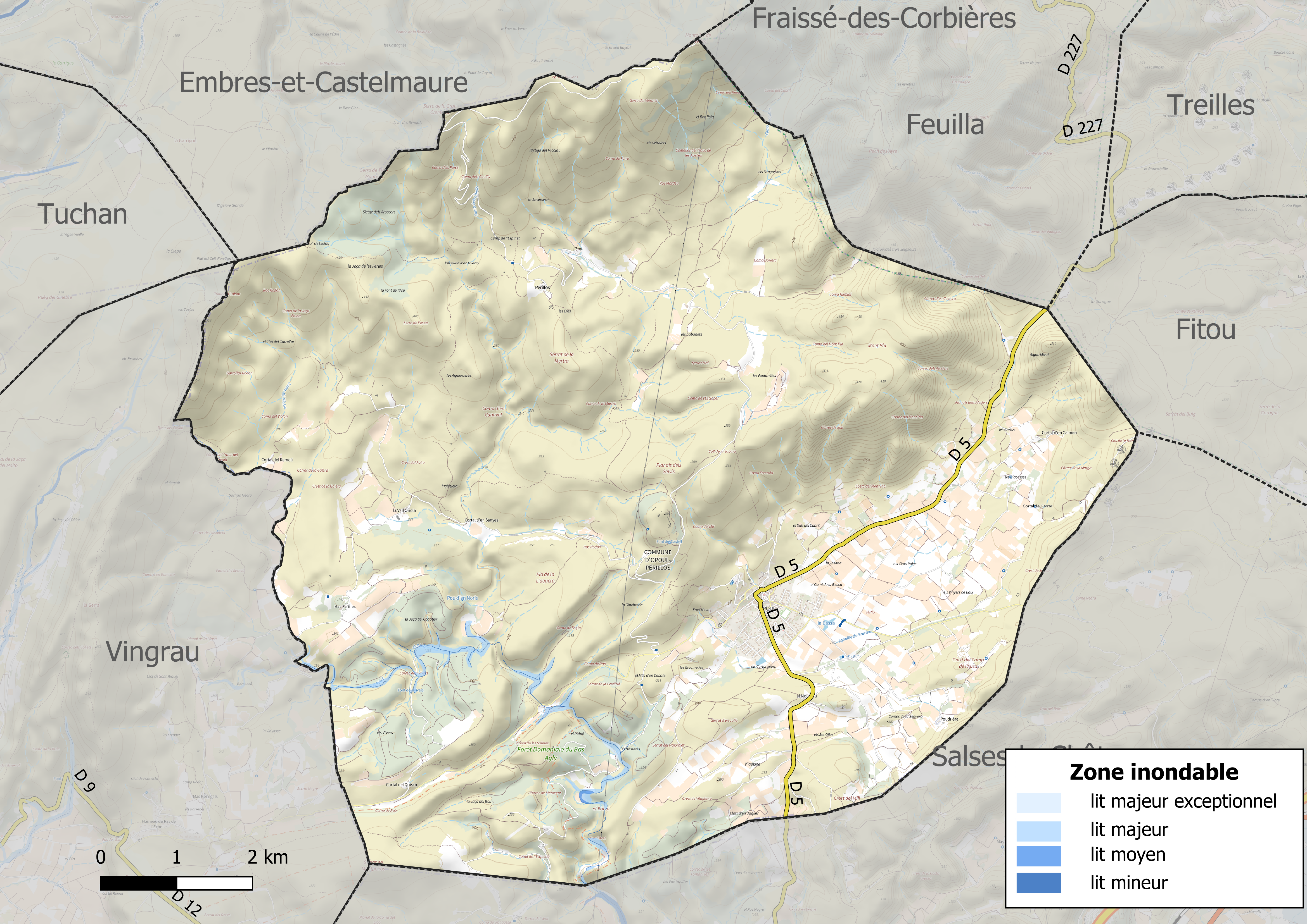
Carte des zones inondables.
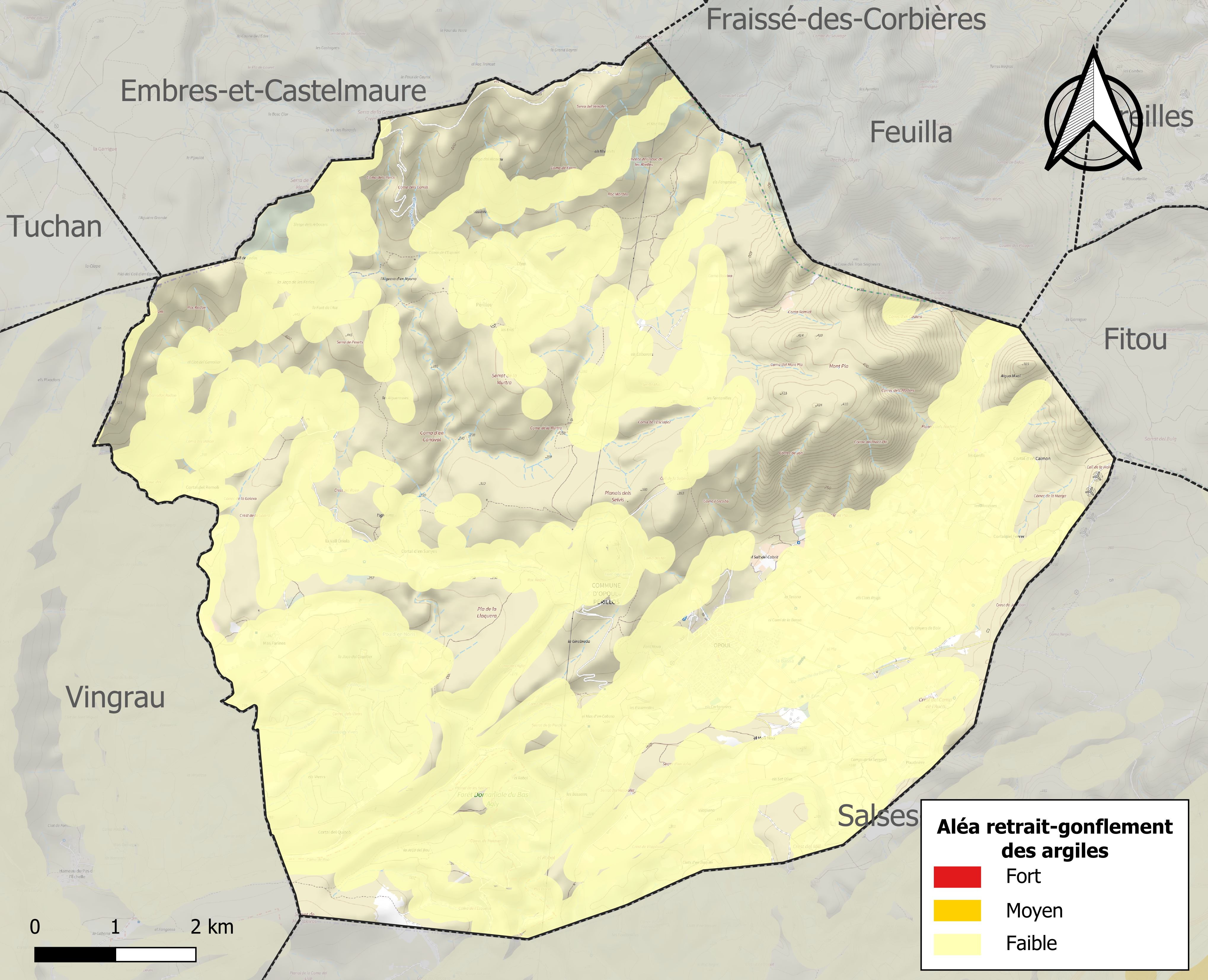
Carte des zones d'aléa retrait-gonflement des argiles.

#### Risques technologiques
La commune est exposée au risque industriel du fait de la présence sur son territoire d'une entreprise soumise à la directive européenne SEVESO.

## Toponymie

### Le toponyme Opoul-Périllos
En catalan, le nom de la commune est Òpol i Perellós. En occitan on l’appelle Òpol e Perilhons.
Le village d’Opoul est de langue catalane. Périllos est de langue occitane.

### Le toponyme Opoul
Le nom d'Opoul vient probablement du latin oppidum,, mot qui désignait une place forte ou une ville fortifiée. Le lieu est mentionné à travers les époques sous les noms de Oped (1100), Opidum (1149), Opet (1149), Opou (1323) et Òpol (1346). Lluís Basseda signale également la forme Opido aux XIIIe et XVe siècles. L'apparition de la lettre l pourrait être survenue, selon Lluís Baseda, via une forme intermédiaire Opedol construite avec un suffixe diminutif -eolu, non attestée par les textes anciens, Jacques Astor propose Oppulum. Pour Ernest Nègre, elle serait due à l'attraction paronymique d'un mot catalan. Il propose còdol, « caillou ». Une autre hypothèse proposée par Basseda est que le « d » final de Oped serait devenu une semi-voyelle « u » (Opeu, accentué sur le u). Le « e » non accentué est devenu « o » (Opou prononcé comme un Opow) puis le « w », par mutation consonantique, est devenu « l ».
Ce nom désignait le château, qui aurait été construit sur l'emplacement d'un ancien oppidum. Le village s'appelait Salvaterra avant de prendre le nom du château.

### Le toponyme Périllos
En ce qui concerne le hameau de Périllos: en occitan, Perilhons est la dissimilation d'une forme plus ancienne pereirons, qui est un diminutif de peirièrs « les pierriers, les amas de pierres »; le nom de Périllos/Perilhons signifie donc « les petits amas de pierres ».

## Histoire
Des monnaies anciennes découvertes à Opoul prouvent la fréquentation du site dès l'Antiquité.
Des historiens (Bernard Alart, Pierre Ponsich) ont émis l'hypothèse que l'oppidum ibère Sordonia mentionné par Pomponius Mela au Ier siècle, ou celui du même nom, wisigothique (Julien de Tolède, VIIe siècle), se trouvait au lieu-dit Salvaterra, mais des fouilles menées sur place en 2001 n'ont pas permis de retrouver de restes de ces deux époques. Les quelques vestiges romains (probablement du Haut-Empire) semble attester d'un simple poste d'observation,.
Périllos, située à une dizaine de kilomètres plus haut dans la montagne, est pratiquement désertée depuis la Seconde Guerre mondiale en raison de son isolement (pas de raccordement aux réseaux d'électricité et d'eau courante).
Périllos est rattachée à Opoul par arrêté préfectoral du 19 novembre 1971 pour former la nouvelle commune d'Opoul-Perillos.

## Politique et administration

### Liste des maires
| Période   | Période      | Identité               | Étiquette | Qualité                                          |
| --------- | ------------ | ---------------------- | --------- | ------------------------------------------------ |
| 1790      | 1795         | Joseph Castany         |           |                                                  |
| 1795      | 1798         | Jérôme Fabre           |           |                                                  |
| 1798      | 1800         | Joseph Pujol           |           |                                                  |
| 1800      | 1821         | Jérôme Fabre           |           |                                                  |
| 1821      | 1830         | Guillaume Ferrand      |           |                                                  |
| 1830      | 1837         | Pierre Castany         |           |                                                  |
| 1837      | 1840         | Joseph Raynal          |           |                                                  |
| 1840      | 1846         | Joseph Joué            |           |                                                  |
| 1846      | 1848         | Jérôme Fabre           |           |                                                  |
| 1848      | 1849         | François Sisqué-Joué   |           |                                                  |
| 1849      | 1851         | Pierre Castany         |           |                                                  |
| 1851      | 1865         | Laurent Calmon         |           |                                                  |
| 1865      | 1875         | Casimir Ferrand        |           |                                                  |
| 1875      | 1876         | Antonin Lalanne        |           |                                                  |
| 1876      | 1877         | Bonnaventure Joué      |           |                                                  |
| 1877      | 1879         | Antonin Lalanne        |           |                                                  |
| 1879      | 1880         | Pierre Ey              |           |                                                  |
| 1880      | 1888         | Jérôme Fabre           |           |                                                  |
| 1888      | 1903         | Jean Castany           |           |                                                  |
| 1903      | 1915         | Nicolas Estirach       |           |                                                  |
| 1915      | 1919         | Janvier Fabre          |           | Adjoint remplace le maire décédé le 30 juin 1915 |
| 1919      | 1924         | Jacques Ferrand        |           |                                                  |
| 1924      | 1929         | Guillaume Castany-Riu  |           |                                                  |
| 1929      | 1965         | Pierre Estirac         |           |                                                  |
| 1965      | 1966         | Jules Carrère          |           |                                                  |
| 1966      | 1977         | Claude Bouchet         |           |                                                  |
| 1977      | 1983         | Émile Sourious         |           |                                                  |
| 1983      | 1989         | Robert Coq             |           |                                                  |
| 1989      | 2006         | Jean-François Carrère  |           |                                                  |
| 2006      | 2008         | Freddy Deschaux-Beaume | PS        | Ancien député de l'Eure                          |
| mars 2008 | février 2020 | Jean-François Carrère, |           | Décédé en cours de mandat                        |
| 2020      | En cours     | Patrick Sarda          | DVG       | Viticulteur                                      |

| Période | Période | Identité       | Étiquette | Qualité |
| ------- | ------- | -------------- | --------- | ------- |
| 1792    | 1795    | François Sarda |           |         |
| 1795    | 1797    | Jean Pufol     |           |         |

## Population et société

### Démographie ancienne
La population est exprimée en nombre de feux (f) ou d'habitants (H).
| 1355 | 1359 | 1365 | 1378 | 1515 | 1643 | 1709 | 1720 | 1730 |
| ---- | ---- | ---- | ---- | ---- | ---- | ---- | ---- | ---- |
| 35 f | 41 f | 35 f | 29 f | 3 f  | 32 f | 76 f | 90 f | 99 f |

| 1755  | 1767  | 1774 | 1789  | 1790  | - | - | - | - |
| ----- | ----- | ---- | ----- | ----- | - | - | - | - |
| 133 f | 393 H | 99 f | 109 f | 500 H | - | - | - | - |

Notes :
- 1350, 1365 et 1378 : pour Castell d'Opoul ;
- 1790 : pour Opoul et Périllos.

### Démographie contemporaine
L'évolution du nombre d'habitants est connue à travers les recensements de la population effectués dans la commune depuis 1793. Pour les communes de moins de 10 000 habitants, une enquête de recensement portant sur toute la population est réalisée tous les cinq ans, les populations de référence des années intermédiaires étant quant à elles estimées par interpolation ou extrapolation. Pour la commune, le premier recensement exhaustif entrant dans le cadre du nouveau dispositif a été réalisé en 2005.

En 2022, la commune comptait 1 218 habitants, en évolution de +4,28 % par rapport à 2016 (Pyrénées-Orientales : +3,92 %, France hors Mayotte : +2,11 %).
| 1793 | 1800 | 1806 | 1821 | 1831 | 1836 | 1841 | 1846 | 1851 |
| ---- | ---- | ---- | ---- | ---- | ---- | ---- | ---- | ---- |
| 599  | 513  | 499  | 521  | 659  | 701  | 763  | 789  | 840  |

| 1856 | 1861 | 1866  | 1872  | 1876  | 1881  | 1886  | 1891 | 1896 |
| ---- | ---- | ----- | ----- | ----- | ----- | ----- | ---- | ---- |
| 850  | 870  | 1 032 | 1 029 | 1 122 | 1 141 | 1 157 | 945  | 885  |

| 1901 | 1906 | 1911 | 1921 | 1926 | 1931 | 1936 | 1946 | 1954 |
| ---- | ---- | ---- | ---- | ---- | ---- | ---- | ---- | ---- |
| 850  | 785  | 788  | 725  | 702  | 719  | 660  | 570  | 557  |

| 1962 | 1968 | 1975 | 1982 | 1990 | 1999 | 2005 | 2006 | 2010 |
| ---- | ---- | ---- | ---- | ---- | ---- | ---- | ---- | ---- |
| 548  | 527  | 482  | 552  | 585  | 595  | 726  | 733  | 932  |

| 2015  | 2020  | 2022  | - | - | - | - | - | - |
| ----- | ----- | ----- | - | - | - | - | - | - |
| 1 135 | 1 189 | 1 218 | - | - | - | - | - | - |

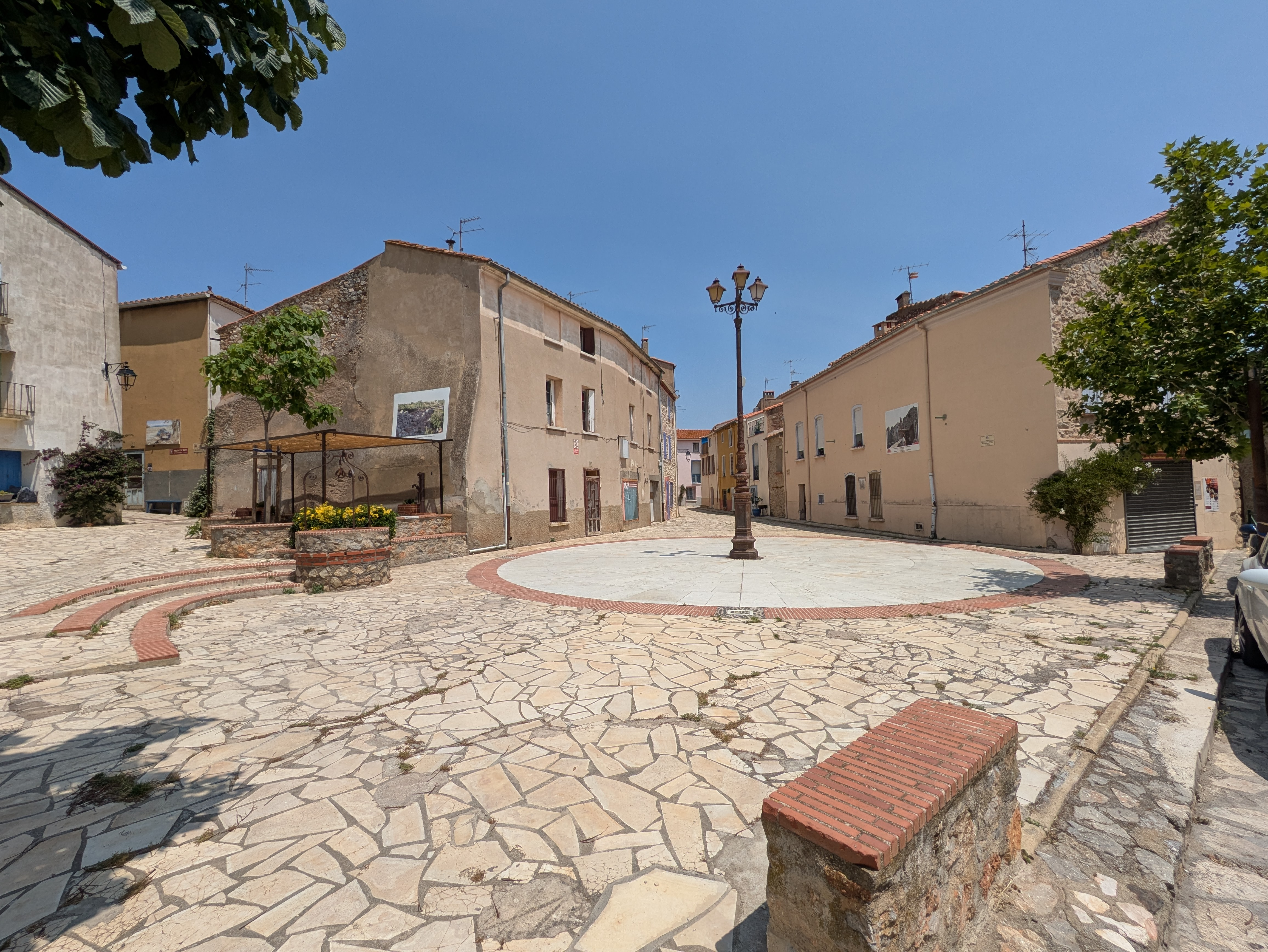
Au cœur du village d'Opoul.

Note : À partir de 1975, la population de Périllos est officiellement comptée avec celle d'Opoul. Toutefois, les derniers habitants de Périllos auraient quitté la commune dans les années 1970.
| selon la population municipale des années : | 1968 | 1975 | 1982 | 1990 | 1999 | 2006 | 2009 | 2013 |
| Rang de la commune dans le département      | 90   | 85   | 90   | 91   | 93   | 90   | 86   | 85   |
| Nombre de communes du département           | 232  | 217  | 220  | 225  | 226  | 226  | 226  | 226  |

## Enseignement
École primaire se situant au cœur du village. Elle dépend de l'académie de Montpellier. Celle-ci accueille 102 élèves, ce chiffre est amené à augmenter au cours des années par l'attraction grandissante pour le village d'Opoul. L'école est composée d'une salle de motricité, d'une cantine, d'une cour extérieure et de 3-4 salles de cours.

### Manifestations culturelles et festivités
- Fête patronale et communale : 10 au 12 août[72].
- Fête du romarin : mars
- Fête de l'eau : 27 juin
- Fête de la musique : 21 juin
- Feu de la St Jean : 23 juin

Fête du romarin
Cette fête arrive le premier jour de printemps et met le romarin à l'honneur depuis 18 ans[Quand ?]. Opoul met en place un marché de produits locaux Un vide-grenier se mêle au marché en général. Des animaux sont en exposition dans la salle des fêtes avec également des pierres de la région tel que le quartz. Un repas est organisé par la mairie d'Opoul, pour permettre aux anciennes et nouvelles familles du village de se rencontrer.
Fête de l'eau
Le village a pendant longtemps souffert du manque d'accès à l'eau, obligeant les habitants à se fournir en eau dans les villages aux alentours tels que Rivesaltes. Ainsi, un forage de 301m de profondeur a été réalisé en 1997 dans le Karst des Corbières orientales. Le 27 juin 1998 est remplie la première bouteille d'eau d'Opoul, signée par Jean-Francois Carrère. Depuis ce jour-là, une fête de l'eau est organisée chaque année dans le village.
Feux de la Saint-Jean
Les Feux de la Saint-Jean sont une tradition catalane avec pour symbole la flamme du Canigou. Quand la flamme du Canigou s'illumine dans la soirée du 23 juin, tous les villages allument alors leur feu. Cela est le cas d'Opoul où par l'absence de la visibilité du Canigou, le signal est une flamme allumée sur le château d'Opoul. Les enfants de l'école d'Opoul vont chercher cette flamme pour la descendre à l'air de jeux de Vespeille. Durant la descente des flambeaux, les habitants dansent la sardane.

### Sports
- Club de rugby à XIII : Opoul XIII
- Escalade

## Économie

### Revenus
En 2018, la commune compte 475 ménages fiscaux, regroupant 1 174 personnes. La médiane du revenu disponible par unité de consommation est de 19 270 € (19 350 € dans le département).

### Emploi
|                | 2008   | 2013   | 2018   |
| -------------- | ------ | ------ | ------ |
| Commune        | 9,7 %  | 12,7 % | 11,5 % |
| Département    | 10,3 % | 12,9 % | 13,3 % |
| France entière | 8,3 %  | 10 %   | 10 %   |

En 2018, la population âgée de 15 à 64 ans s'élève à 726 personnes, parmi lesquelles on compte 81,9 % d'actifs (70,4 % ayant un emploi et 11,5 % de chômeurs) et 18,1 % d'inactifs,. Depuis 2008, le taux de chômage communal (au sens du recensement) des 15-64 ans est inférieur à celui du département, mais supérieur à celui de la France.
La commune fait partie de la couronne de l'aire d'attraction de Perpignan, du fait qu'au moins 15 % des actifs travaillent dans le pôle,. Elle compte 114 emplois en 2018, contre 129 en 2013 et 98 en 2008. Le nombre d'actifs ayant un emploi résidant dans la commune est de 515, soit un indicateur de concentration d'emploi de 22,2 % et un taux d'activité parmi les 15 ans ou plus de 64,4 %.
Sur ces 515 actifs de 15 ans ou plus ayant un emploi, 92 travaillent dans la commune, soit 18 % des habitants. Pour se rendre au travail, 87,7 % des habitants utilisent un véhicule personnel ou de fonction à quatre roues, 2,3 % les transports en commun, 6,7 % s'y rendent en deux-roues, à vélo ou à pied et 3,3 % n'ont pas besoin de transport (travail au domicile).

### Activités hors agriculture

#### Secteurs d'activités
65 établissements sont implantés  à Opoul-Périllos au 31 décembre 2019. Le tableau ci-dessous en détaille le nombre par secteur d'activité et compare les ratios avec ceux du département,.
| Secteur d'activité                                                                                        | Commune | Commune | Département |
| Secteur d'activité                                                                                        | Nombre  | %       | %           |
| --- | ------- | ------- | ----------- |
| Ensemble                                                                                                  | 65      |         |             |
| Industrie manufacturière, industries extractives et autres                                                | 3       | 4,6 %   | (8,7 %)     |
| Construction                                                                                              | 18      | 27,7 %  | (14,3 %)    |
| Commerce de gros et de détail, transports, hébergement et restauration                                    | 22      | 33,8 %  | (30,5 %)    |
| Activités financières et d'assurance                                                                      | 1       | 1,5 %   | (3 %)       |
| Activités immobilières                                                                                    | 2       | 3,1 %   | (6,2 %)     |
| Activités spécialisées, scientifiques et techniques et activités de services administratifs et de soutien | 5       | 7,7 %   | (13 %)      |
| Administration publique, enseignement, santé humaine et action sociale                                    | 9       | 13,8 %  | (13,9 %)    |
| Autres activités de services                                                                              | 5       | 7,7 %   | (8,5 %)     |

Le secteur du commerce de gros et de détail, des transports, de l'hébergement et de la restauration est prépondérant sur la commune puisqu'il représente 33,8 % du nombre total d'établissements de la commune (22 sur les 65 entreprises implantées  à Opoul-Périllos), contre 30,5 % au niveau départemental.

#### Entreprises et commerces
Les trois entreprises ayant leur siège social sur le territoire communal qui génèrent le plus de chiffre d'affaires en 2020 sont : 
- Cosy Fit, entretien corporel (531 k€)
- Bobo Freres SARL, activités de soutien aux cultures (117 k€)
- Les Carreleurs D'occitanie, travaux de revêtement des sols et des murs (114 k€)

### Agriculture
La commune est dans les « Corbières du Roussillon », une petite région agricole occupant le nord du département des Pyrénées-Orientales. En 2020, l'orientation technico-économique de l'agriculture  sur la commune est la viticulture.
|               | 1988 | 2000 | 2010 | 2020 |
| ------------- | ---- | ---- | ---- | ---- |
| Exploitations | 88   | 64   | 39   | 28   |
| SAU (ha)      | 705  | 647  | 412  | 316  |

Le nombre d'exploitations agricoles en activité et ayant leur siège dans la commune est passé de 88 lors du recensement agricole de 1988  à 64 en 2000 puis à 39 en 2010 et enfin à 28 en 2020, soit une baisse de 68 % en 32 ans. Le même mouvement est observé à l'échelle du département qui a perdu pendant cette période 73 % de ses exploitations,. La surface agricole utilisée sur la commune a également diminué, passant de 705 ha en 1988 à 316 ha en 2020. Parallèlement la surface agricole utilisée moyenne par exploitation a augmenté, passant de 8 à 11 ha.

## Culture locale et patrimoine

### Monument et lieux touristiques

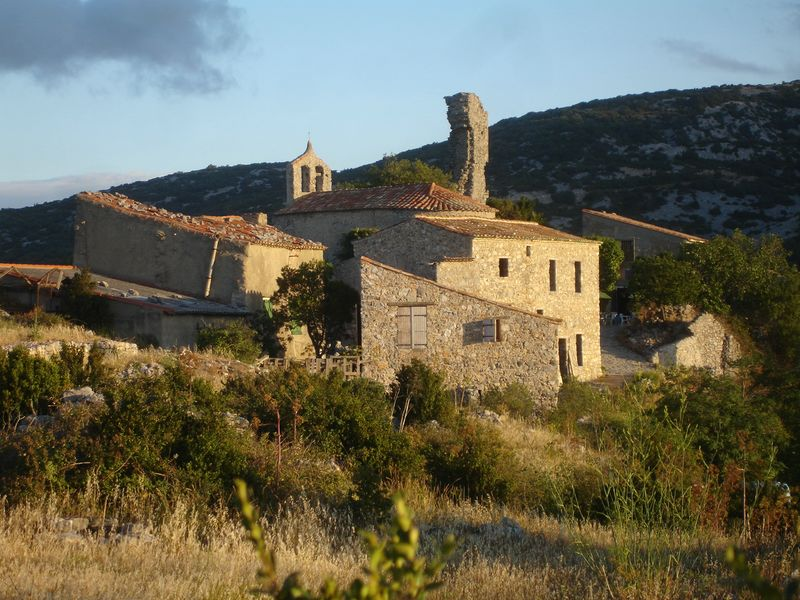
Le hameau de Périllos.
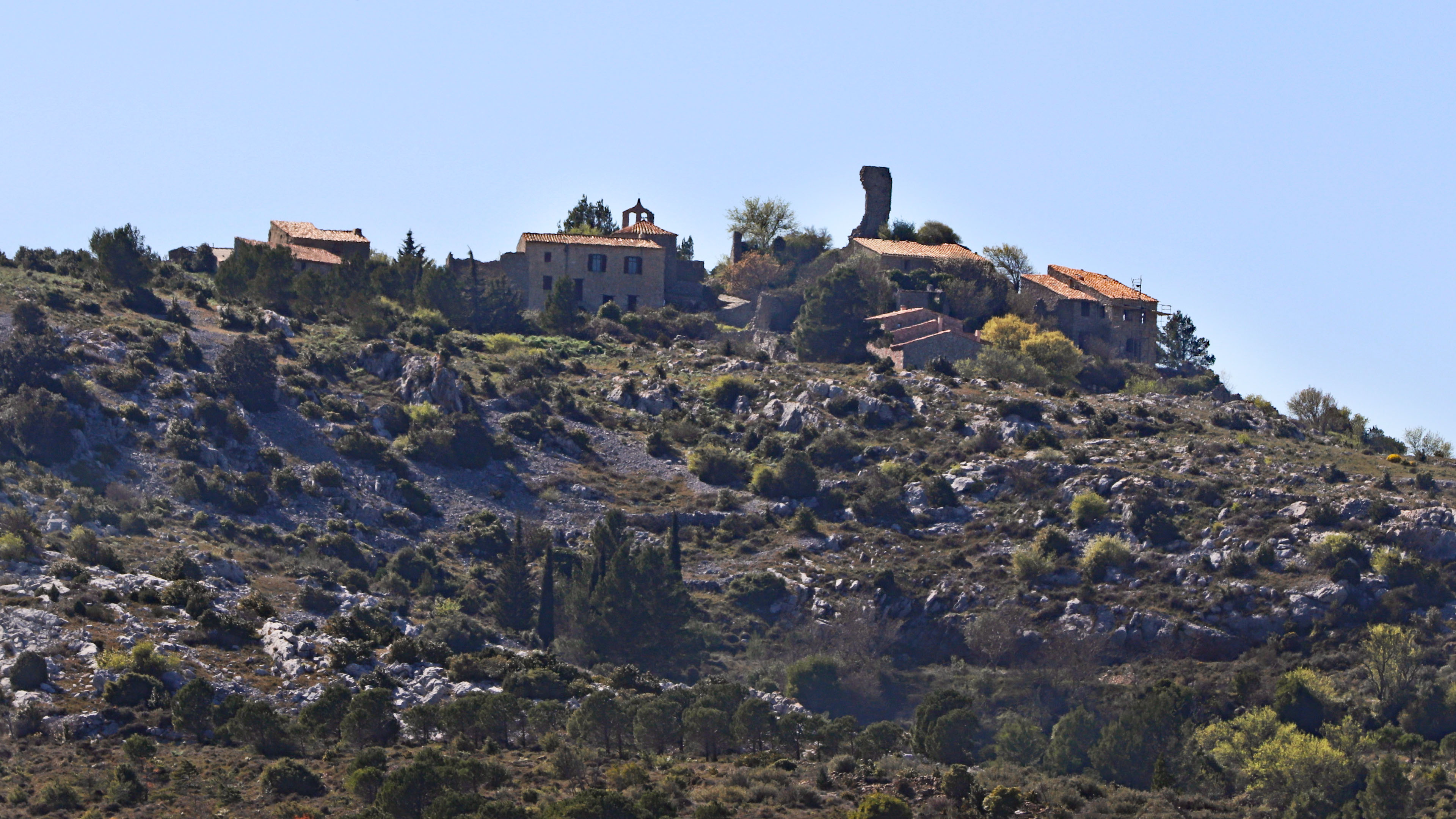
Le hameau de Périllos.
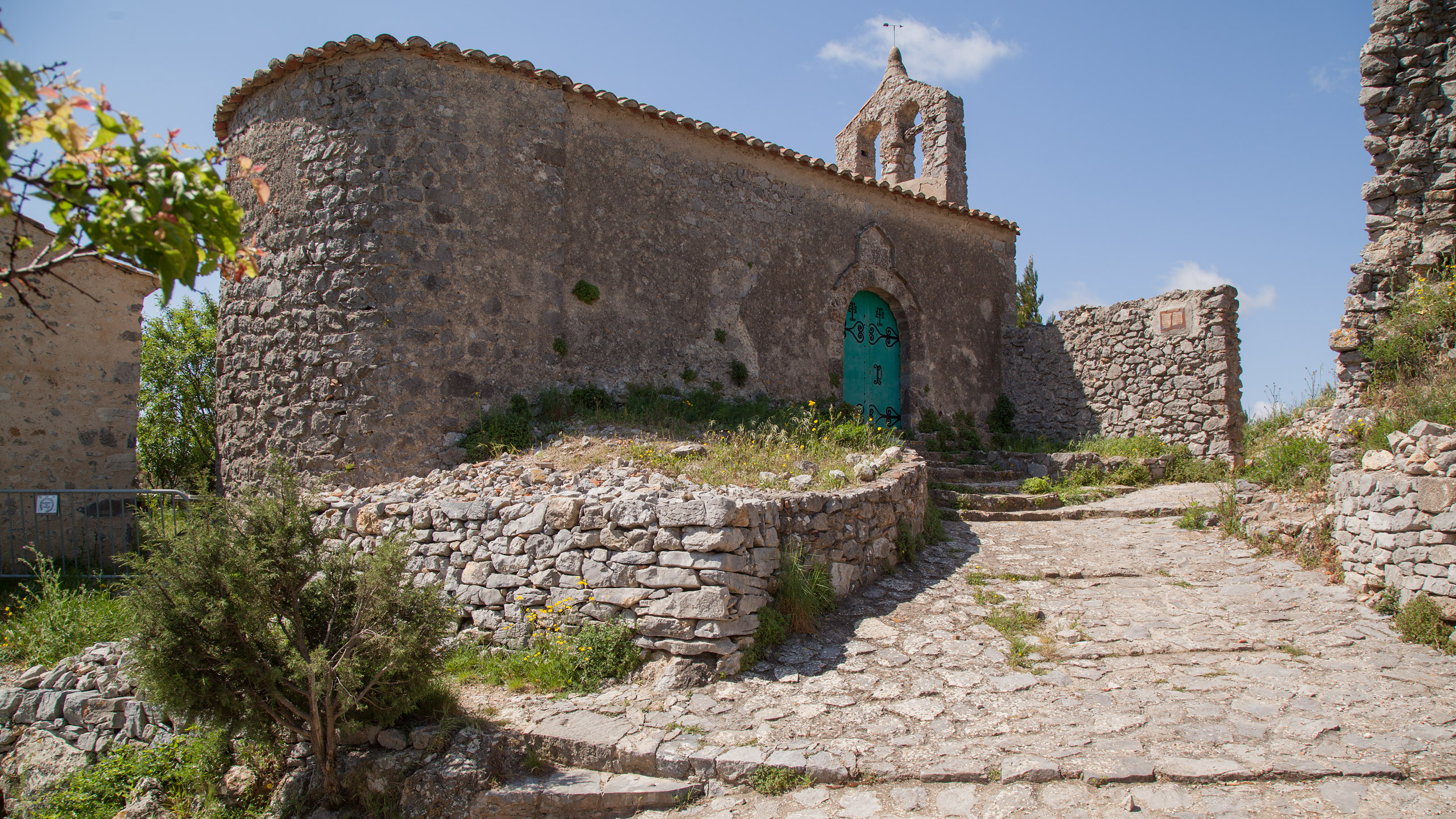
Eglise de Périllos.
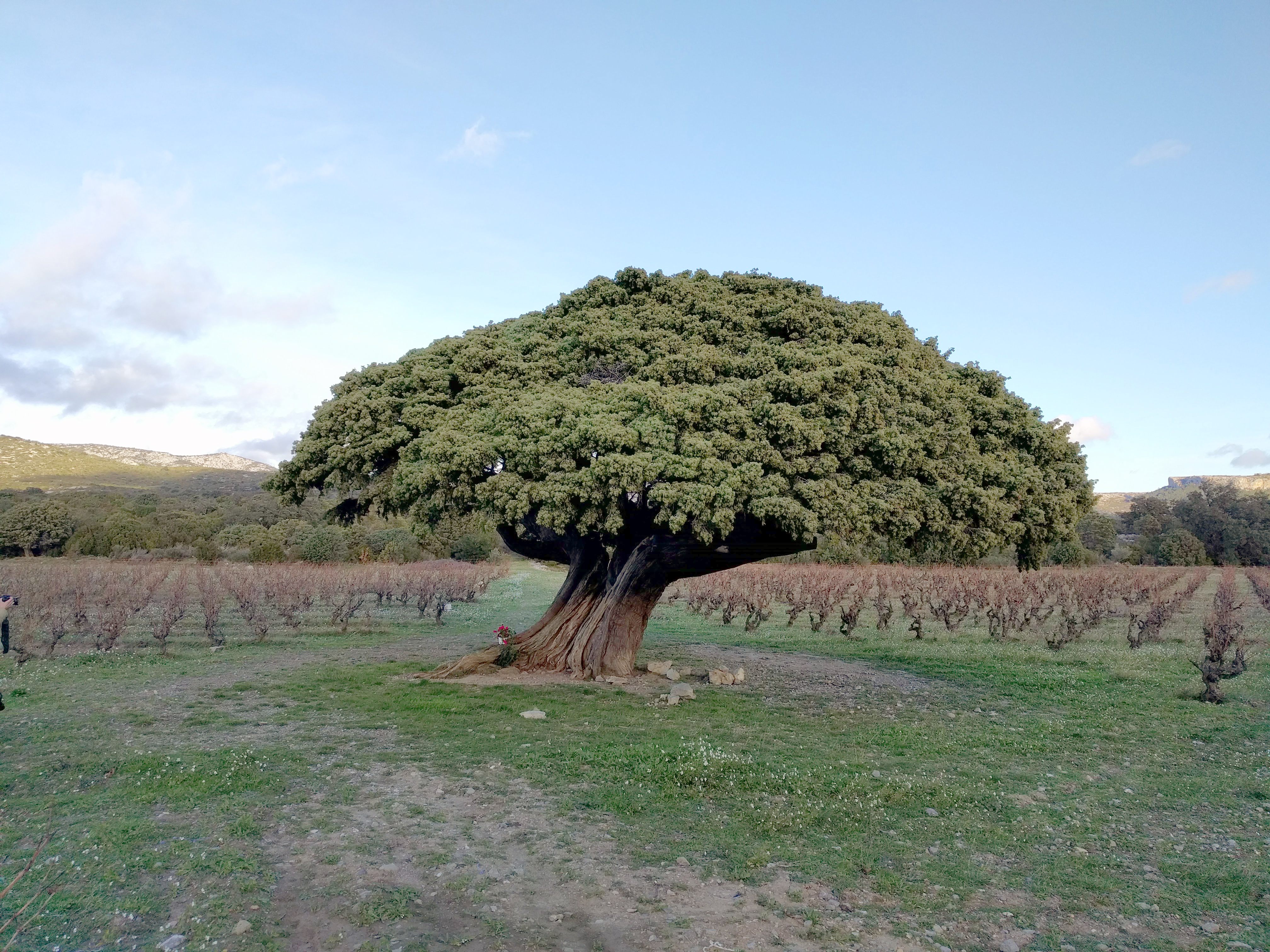
Genévrier millénaire d'Opoul.

- Le hameau de Périllos, l'église Saint-Michel de Périllos et les ruines du château de Périllos ;
- Les ruines du château d'Opoul (XIIIe siècle) : construit au sommet d'une plate-forme calcaire de 400 mètres de long qui domine les Corbières maritimes, l'ancien château fort de Salvaterra, bâti par Jacques Ier d'Aragon en 1246, était le poste de défense le plus avancé du royaume d'Aragon face au royaume de France de Louis IX ;
- L'Ancienne église Saint-Laurent d'Opoul, église romane en ruines située à Opoul ;
- Église paroissiale Saint-Laurent d'Opoul.
- La commune possède une table d'orientation sur le site du château d'Opoul ;
- L'église Saint-Michel de Périllos.
- Chapelle Saint-Joseph de Valloriola.
- Chapelle Notre-Dame-des-Morts du cimetière d'Opoul.
- Chapelle Notre-Dame-de-la-Victoire d'Opoul.

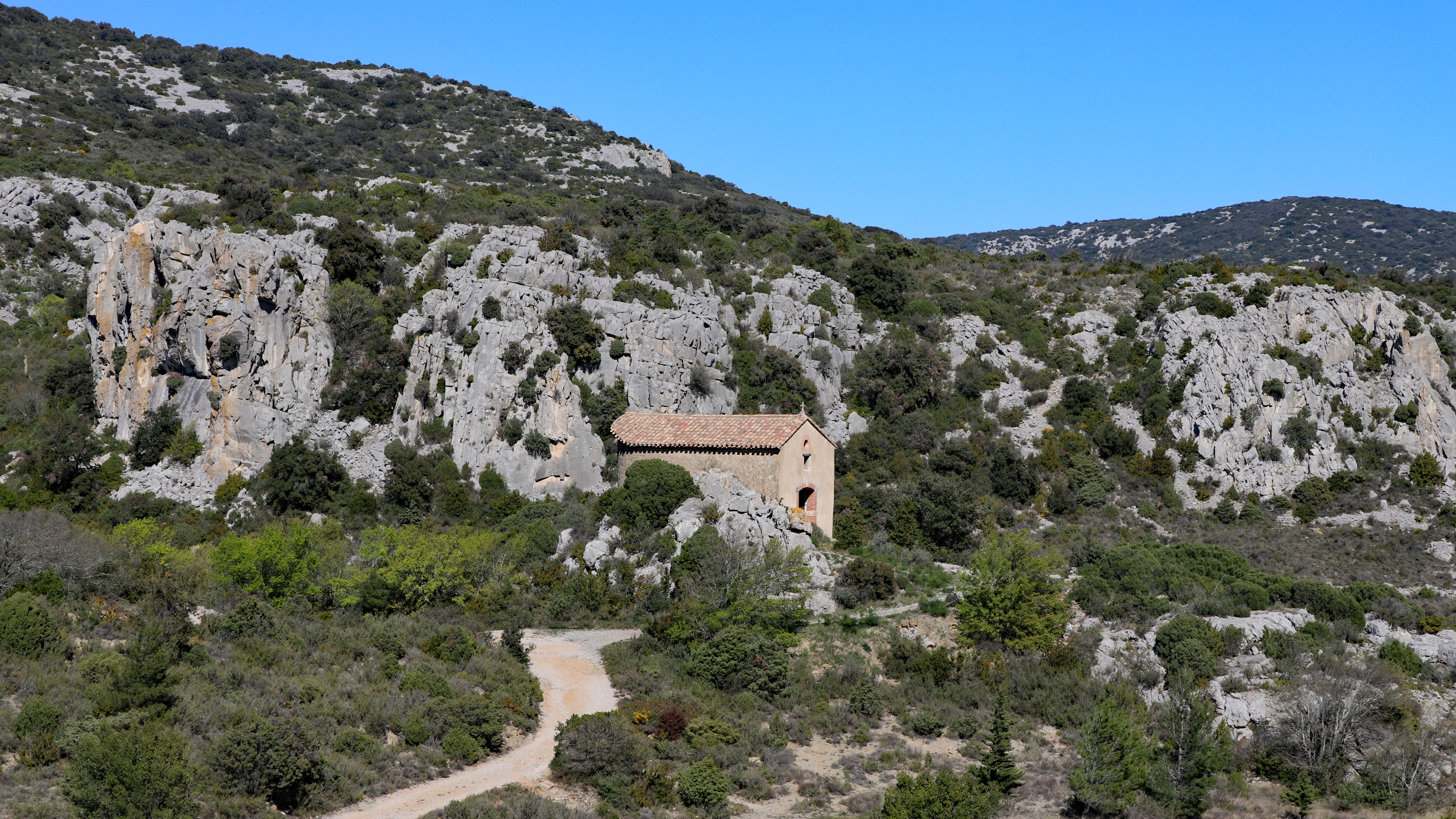
Chapelle Santa Barbara à Périllos.
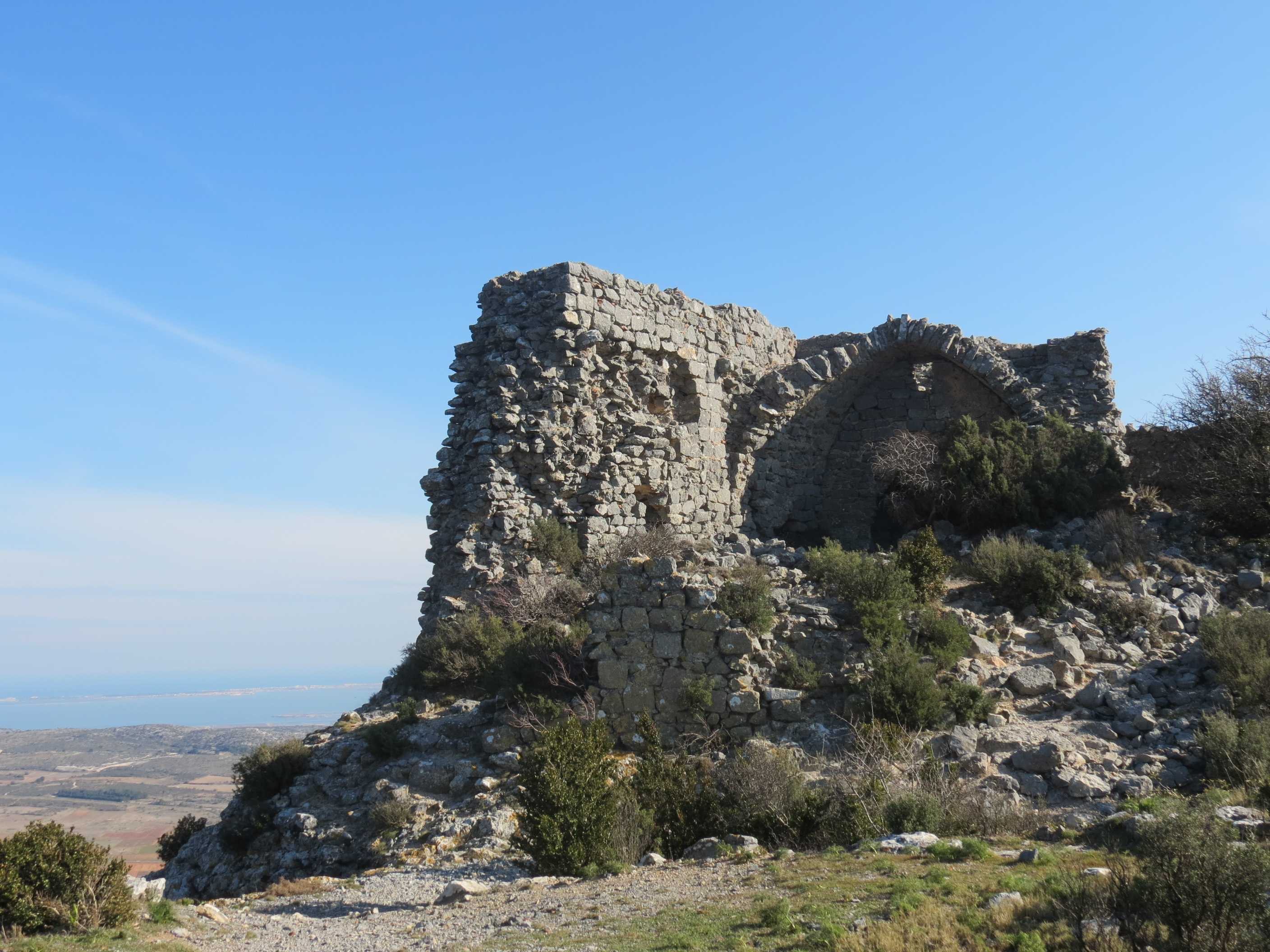
Ancienne église Saint-Laurent d'Opoul.
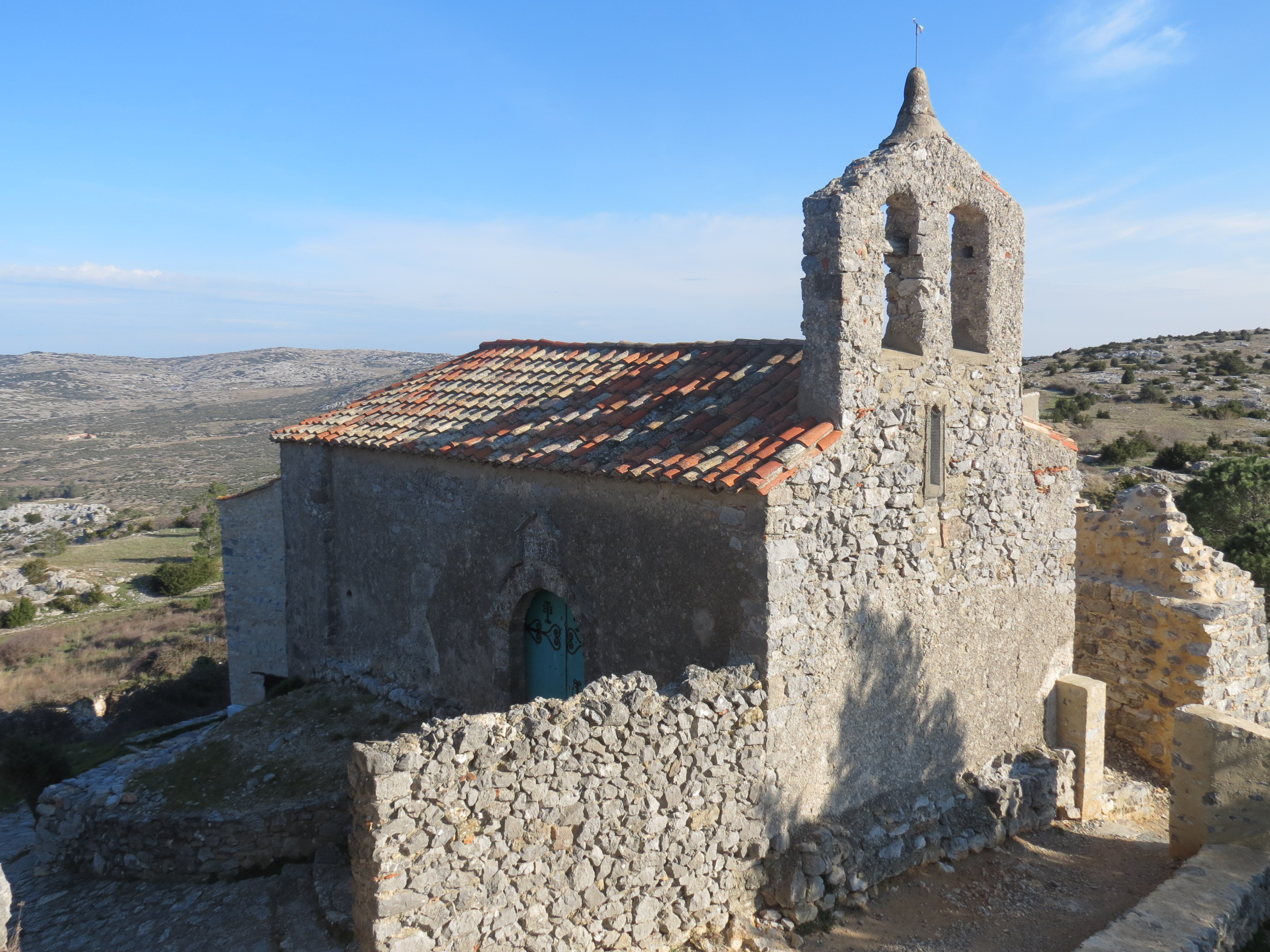
Église Saint-Michel de Périllos.
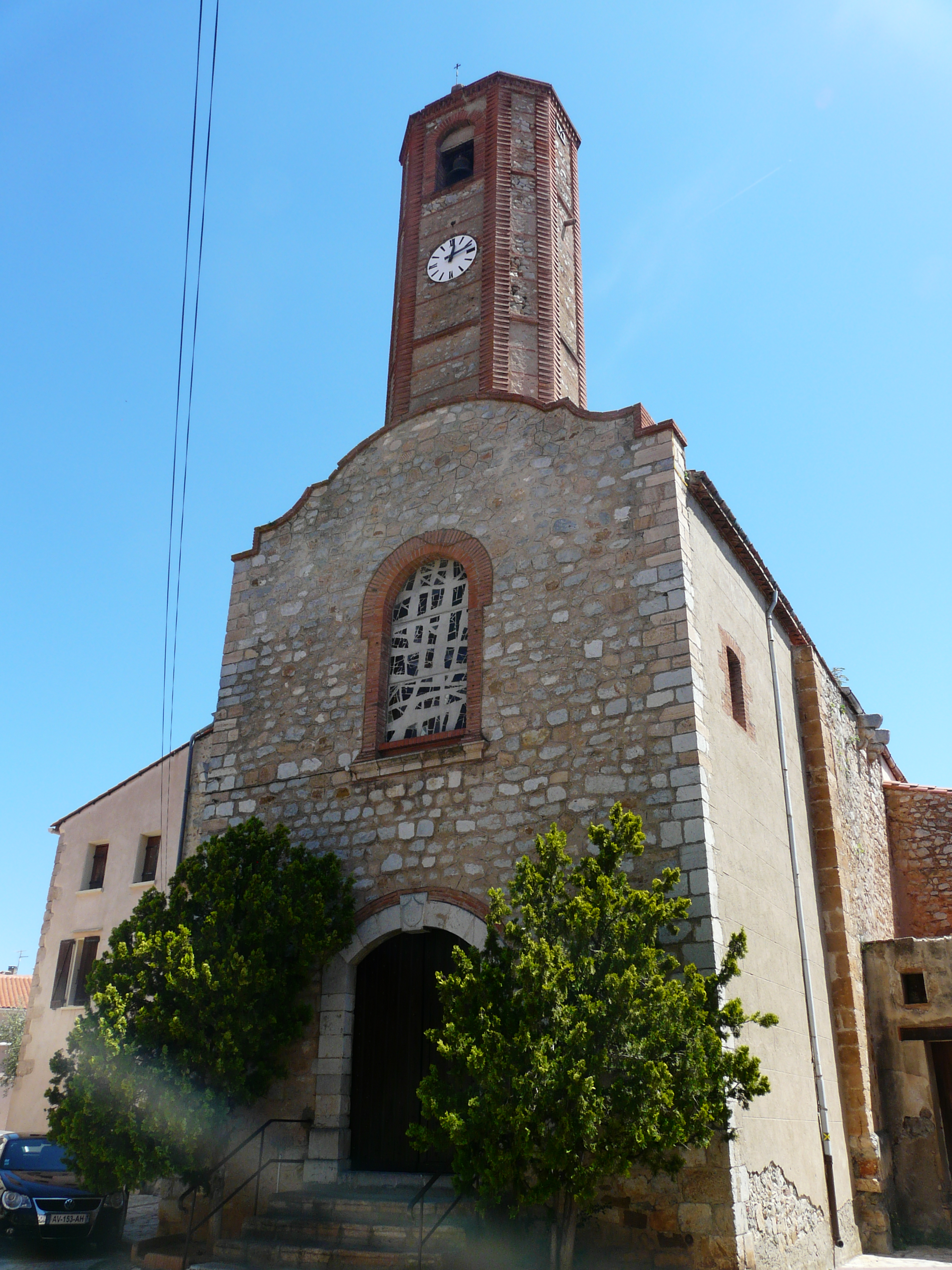
Église Saint-Laurent d'Opoul.

- Chapelle Santa Barbara à Périllos.
- Ancienne église Saint-Laurent d'Opoul.
- Église Saint-Michel de Périllos.
- Église Saint-Laurent d'Opoul.

### Patrimoine environnemental
Le genévrier cade d'Opoul-Périllos, plus que millénaire est labellisé arbre remarquable de France par l'association A.R.B.R.E.S. en juin 2005.

### Opoul
| Blason de Opoul | Blason  | D'azur à la silhouette du château du lieu d'argent, haussée et mouvant des flancs et de la pointe de l'écu chargée d'un gril en perspective de sable surmonté de quatre flammes ondoyantes d'or remplies de gueules. |
| Blason de Opoul | Détails | Le statut officiel du blason reste à déterminer. |

### Périllos
| Blason de Périllos | Blason  | D'or à trois poires de sinople.                  |
| Blason de Périllos | Détails | Le statut officiel du blason reste à déterminer. |